# Villefranche-sur-Mer
Pour les articles homonymes, voir Villefranche.
Villefranche-sur-Mer (Vilafranca de Mar ou Villafranca en occitan, Villafranca en italien) est une commune française, limitrophe de Nice, située dans le département des Alpes-Maritimes en région Provence-Alpes-Côte d'Azur. Ses habitants sont appelés les Villefranchois, comme dans la plupart des communes portant le nom de Villefranche, et li Vilafranquié en niçois. Par dérision, ils avaient aussi reçu le sobriquet de Suça-carouba.

## Géographie

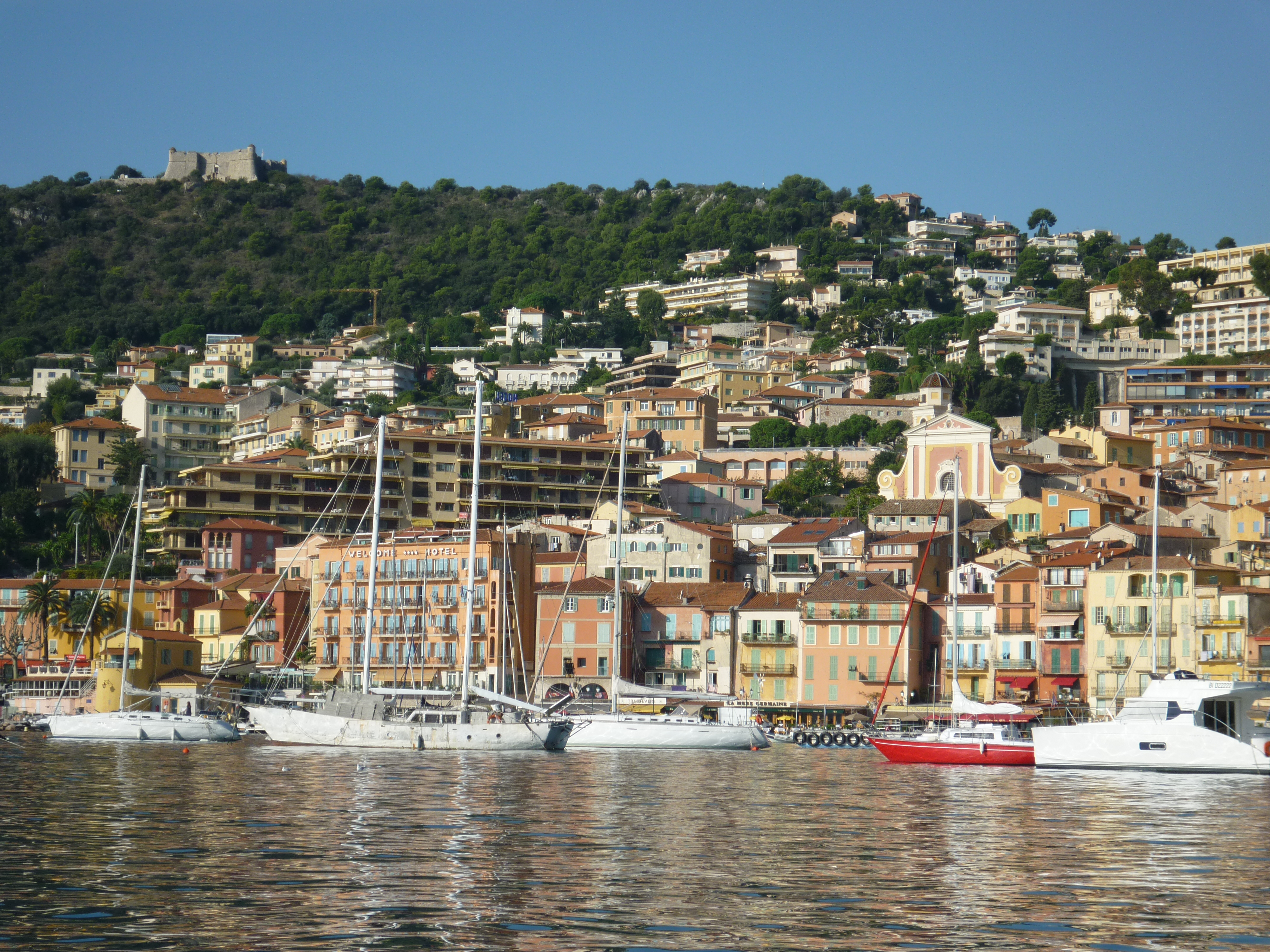
Vue sur la ville depuis la rade de Villefranche.

### Localisation
Villefranche-sur-Mer est située sur la Côte d'Azur, entre Nice et Monaco, au bord de la mer Méditerranée.
Séparée de Nice dont elle est limitrophe par le mont Boron, le mont Alban et le mont Vinaigrier et distante d’environ 10 km de Monaco, la ville s’étale en gradin sur les flancs de la rade de Villefranche, un des mouillages naturels les plus profonds de la Méditerranée occidentale.

### Intercommunalité
Commune membre de la Métropole Nice Côte d'Azur.

### Communes limitrophes
| Nice | Nice                                    | Èze                                |
| Nice | Villefranche-sur-Mer                    | Èze                                |
| Nice | mer Méditerranée, Saint-Jean-Cap-Ferrat | mer Méditerranée, Beaulieu-sur-Mer |

### Géologie et relief

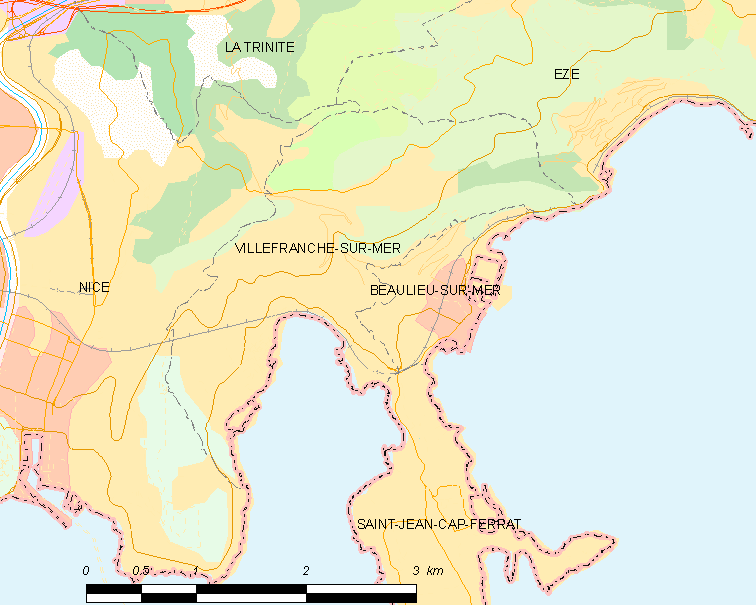
Carte de Villefranche-sur-Mer.

La superficie de la commune, située sur l'aire du Parc de la Grande Corniche, est de 488 hectares ; son altitude varie entre 0 et 575 mètres.
La rade de Villefranche offre un mouillage sûr à l’abri des vents d’est et accueille de nombreux navires de croisière. Avec une profondeur moyenne de 17 m, elle atteint 95 m à son entrée et se prolonge au large à environ un mille par le canyon de Villefranche, un abysse de plus de 500 m au large de la baie des Anges.
Les limites de la commune s’étendent aux collines avoisinantes passant du niveau de la mer à 577 mètres au mont Leuze, son point culminant, le relief terrestre reflétant ainsi les fonds sous-marins.

### Hydrographie et les eaux souterraines
Villefranche-sur-Mer dispose de la station d'épuration intercommunale de Nice d'une capacité de 650 000 équivalent-habitants.

### Climat
Villefranche-sur-Mer, nichée au fond de sa rade, jouit d'un climat très doux : De hautes falaises l'abritent des vents d'est, d'ouest et de nord. Le sud, ouvert au large est malgré tout protégé par l'étroitesse de la rade, sauf durant de rares mais spectaculaires coups de vent d'hiver.

### Voies de communication et transports

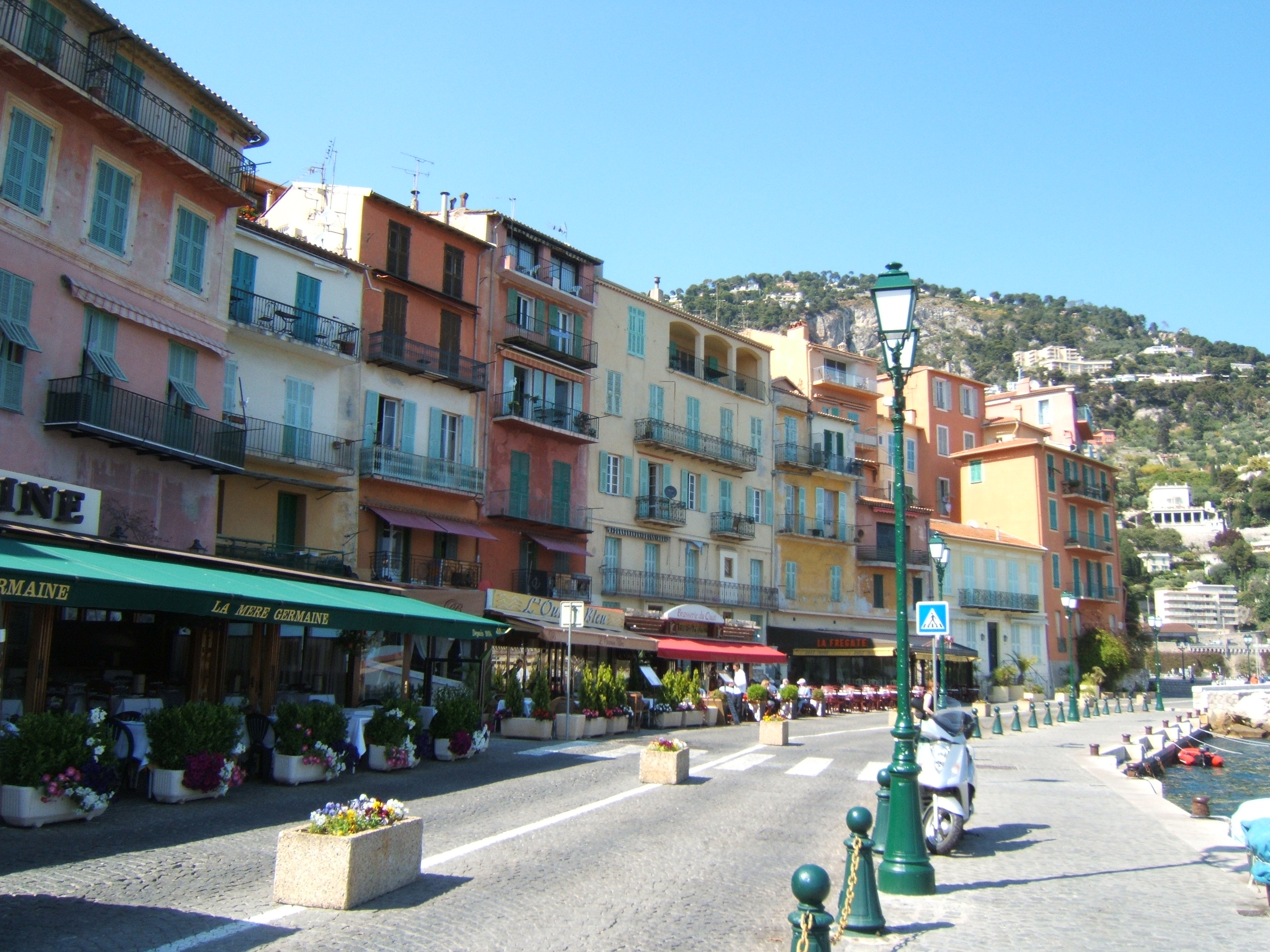
Le quai Ponchardier, port de la Santé.

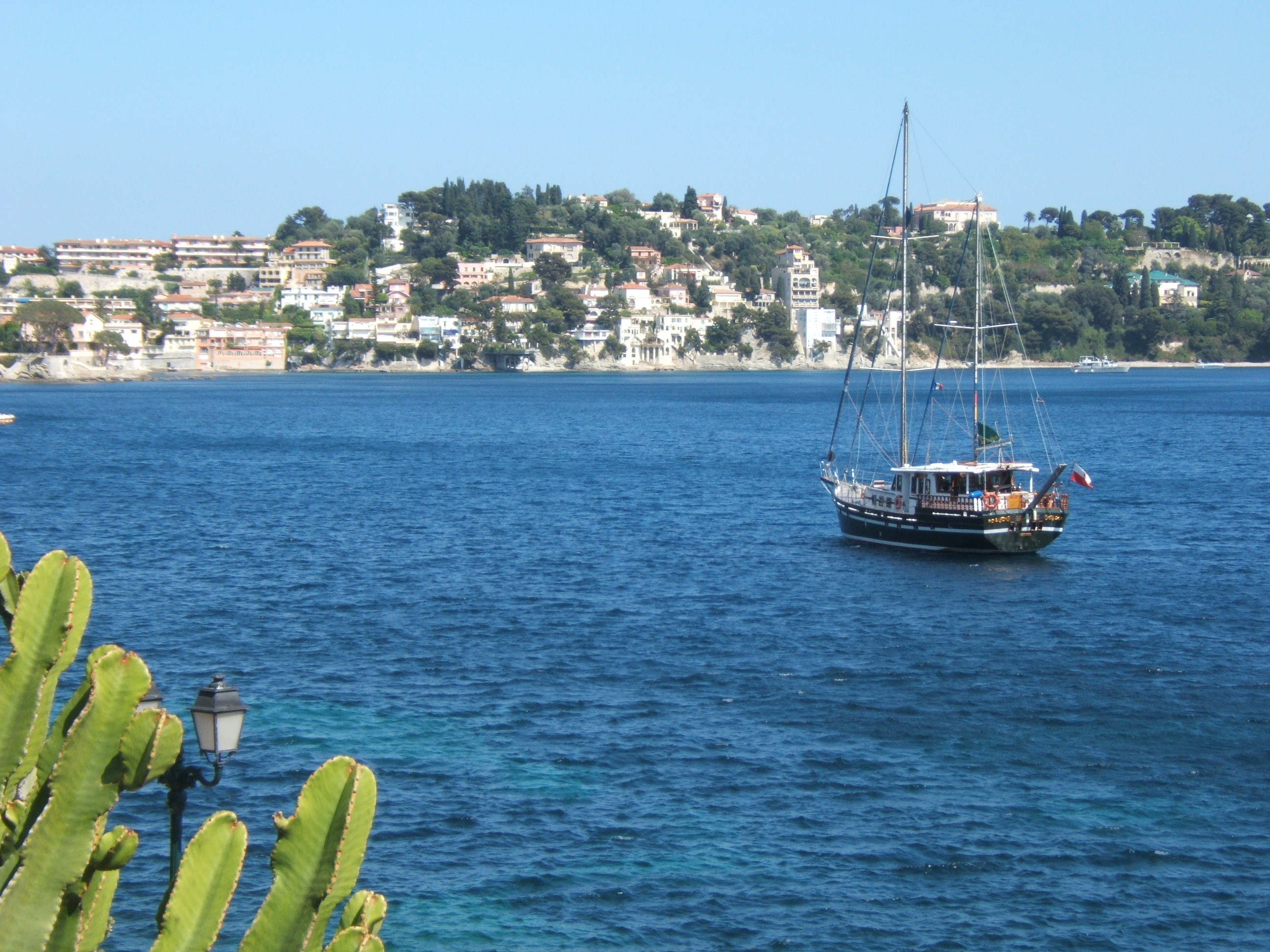
La rade de Villefranche.

#### Voies routières
Villefranche-sur-Mer est traversée par les trois Corniches, trois routes principales menant de Nice à Monaco et Menton vers la frontière italienne, offrant des panoramas sur le littoral.

#### Voies ferroviaires
La commune est traversée par la ligne de Marseille-Saint-Charles à Vintimille et est desservie par une gare.

#### Ports
- Port de la Santé : Port de pêche, gare maritime pour les paquebots en rade de Villefranche
- Port de la Darse : Ancien arsenal militaire, actuellement port de plaisance

#### Transports en commun
Des liaisons par autocar avec les principales villes de la Route du bord de mer de la Côte d'Azur, (Nice en particulier) sont effectuées régulièrement dans le cadre des transports du Département.

## Urbanisme
La commune dispose d'un plan local d'urbanisme.
La commune est intégrée dans le plan local d'urbanisme métropolitain approuvé le 25 octobre 2019.

### Typologie
Au 1er janvier 2024, Villefranche-sur-Mer est catégorisée grand centre urbain, selon la nouvelle grille communale de densité à 7 niveaux définie par l'Insee en 2022.
Elle appartient à l'unité urbaine de Nice, une agglomération intra-départementale dont elle est une commune de la banlieue,. Par ailleurs la commune fait partie de l'aire d'attraction de Nice, dont elle est une commune du pôle principal,. Cette aire, qui regroupe 100 communes, est catégorisée dans les aires de 200 000 à moins de 700 000 habitants,.
La commune, bordée par la mer Méditerranée, est également une commune littorale au sens de la loi du 3 janvier 1986, dite loi littoral. Des dispositions spécifiques d’urbanisme s’y appliquent dès lors afin de préserver les espaces naturels, les sites, les paysages et l’équilibre écologique du littoral, tel le principe d'inconstructibilité, en dehors des espaces urbanisés, sur la bande littorale des 100 mètres, ou plus si le plan local d’urbanisme le prévoit.

### Occupation des sols
L'occupation des sols de la commune, telle qu'elle ressort de la base de données européenne d’occupation biophysique des sols Corine Land Cover (CLC), est marquée par l'importance des territoires artificialisés (60,1 % en 2018), en augmentation par rapport à 1990 (26,6 %). La répartition détaillée en 2018 est la suivante : 
zones urbanisées (57,5 %), milieux à végétation arbustive et/ou herbacée (26,9 %), forêts (12 %), espaces verts artificialisés, non agricoles (2,6 %), eaux maritimes (0,9 %).
L'évolution de l’occupation des sols de la commune et de ses infrastructures peut être observée sur les différentes représentations cartographiques du territoire : la carte de Cassini (XVIIIe siècle), la carte d'état-major (1820-1866) et les cartes ou photos aériennes de l'IGN pour la période actuelle (1950 à aujourd'hui).

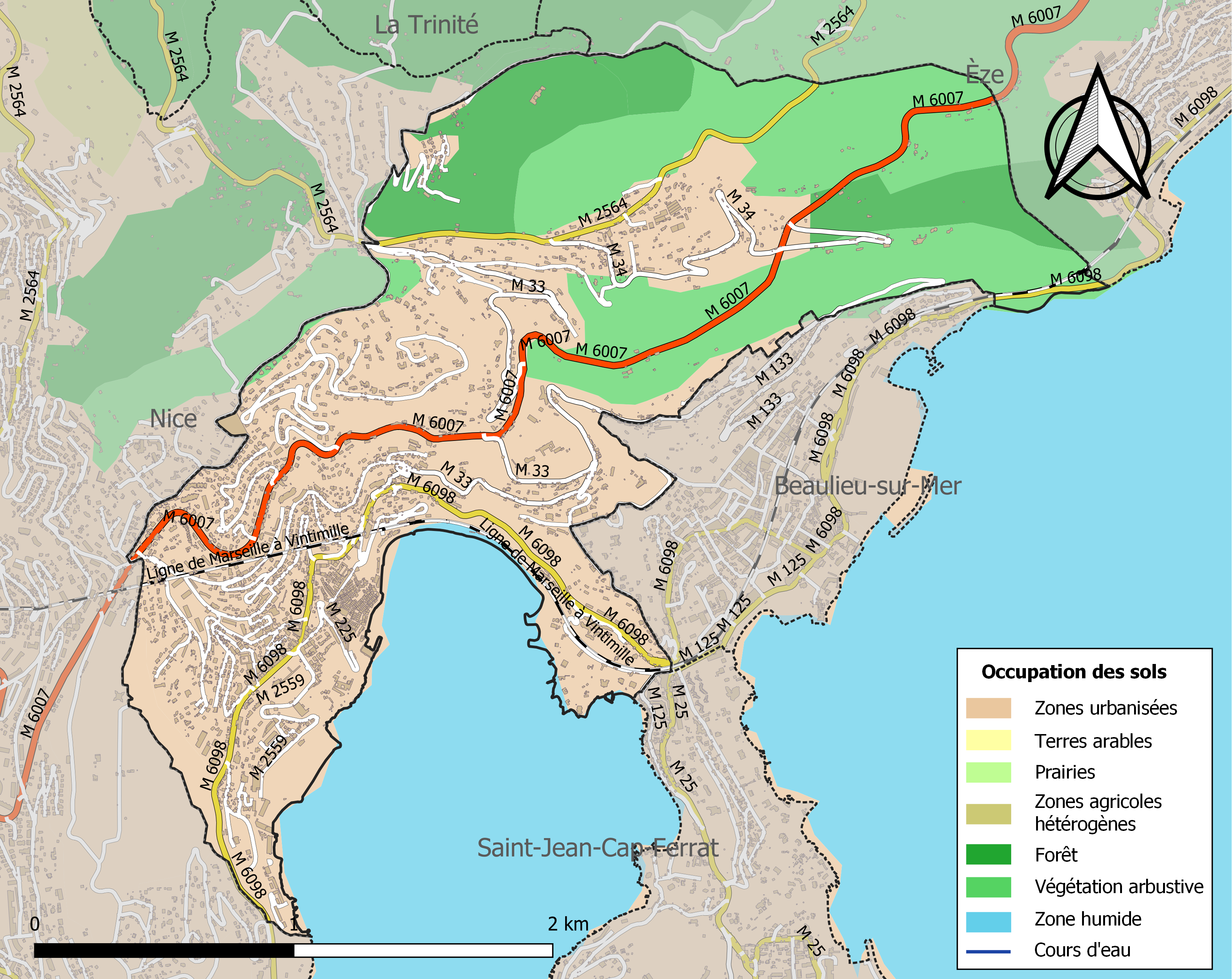
Carte de l'occupation des sols de la commune en 2018 (CLC).

### Morphologie urbaine

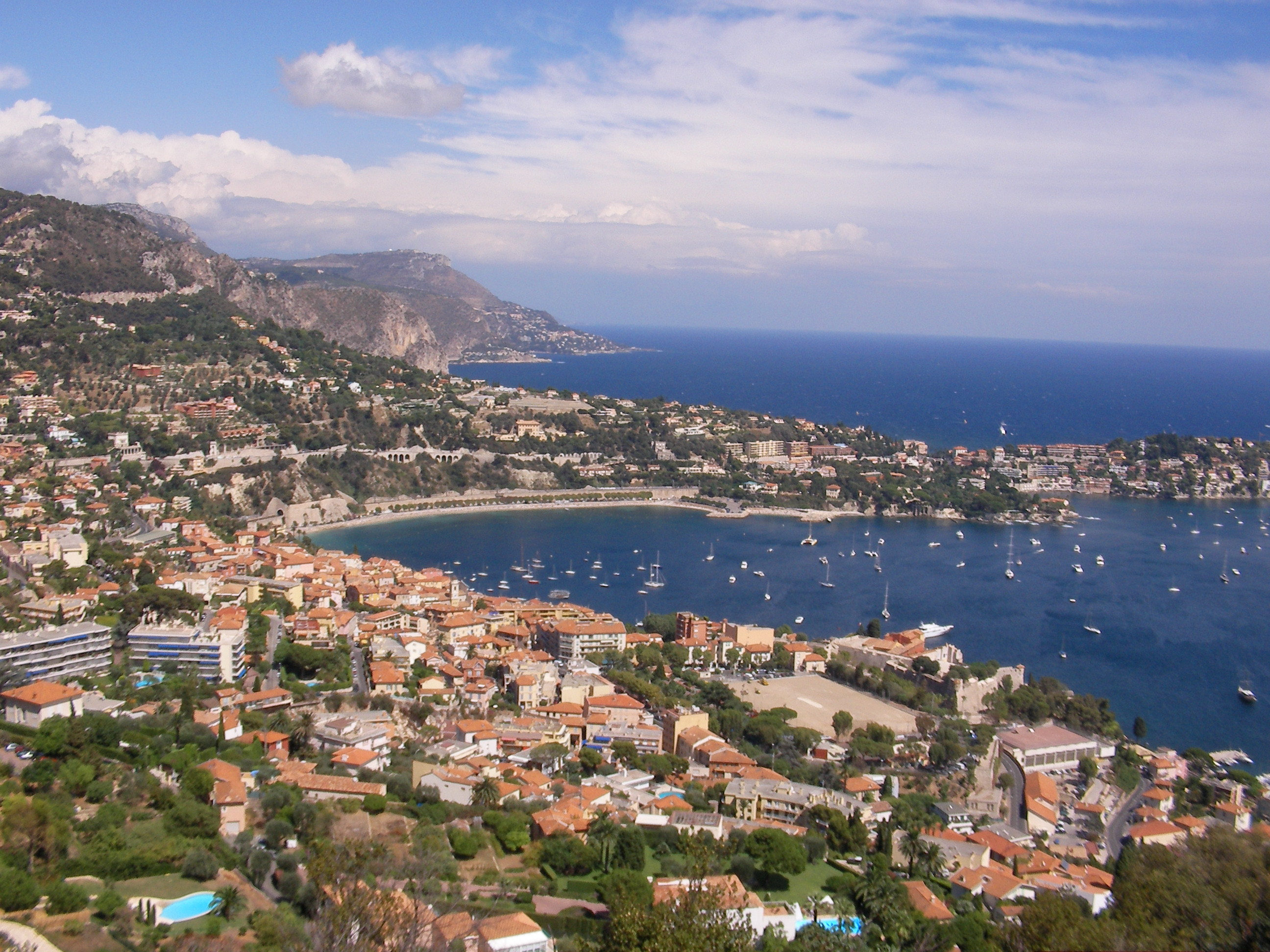
Vue générale de Villefranche-sur-Mer.

### Logement
En 2009, le nombre total de logements dans la commune était de 5 150, alors qu'il était de 5 123 en 1999.
Parmi ces logements, 53,8 % étaient des résidences principales, 39,7 % des résidences secondaires et 6,5 % des logements vacants. Ces logements étaient pour 25,2 % d'entre eux des maisons individuelles et pour 74,5 % des appartements.
La proportion des résidences principales, propriétés de leurs occupants était de 59,5 %, en hausse sensible par rapport à 1999 (53,7 %). La part de logements HLM loués vides (logements sociaux) était de 3,1 % contre 3,6 % en 1999, leur nombre ayant nettement diminué de 115 à 86.

### Projets d'aménagements
- Relais Thalasso[15],[16],[17],[18].
- L'éco-quartier de l'Octroi[19].

## Toponymie

### Origine du nom
Par décret du 10 mars 1988, Journal officiel du 17 mars 1988 avec effet au 18 mars 1988, Villefranche devient Villefranche-sur-Mer.

### Dans d'autres langues
Le nom de la commune en italien Villafranca ou Villafranca Marittima, (gentilé : Villafranchesi), fut notamment en usage sous la Restauration savoisienne. Il est Vilafranca de Mar en nissart.

## Histoire

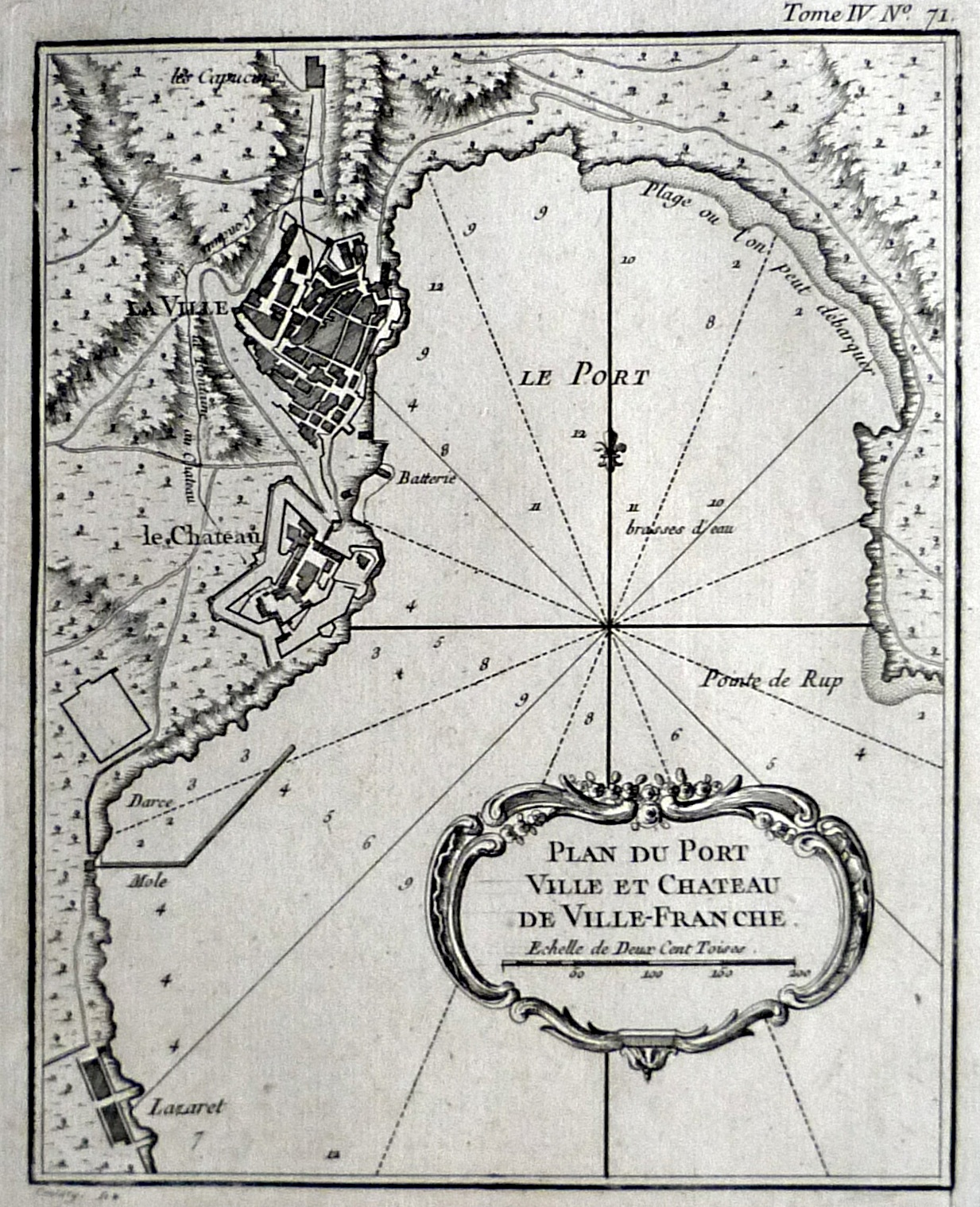
Carte ancienne de la rade de Villefranche.

La rade de Villefranche est fréquentée dès l'Antiquité par les marins grecs et romains. Ceux-ci s'en servent comme mouillage et lui donnent le nom d'Olivula Portus. Le site est cependant victime d'attaques barbares répétées. Au IXe siècle, les pirates sarrasins tenaient à l'emplacement de Villefranche-sur-Mer une forteresse. Les habitants délaissent le bord de mer et se réfugient sur les hauteurs ; ils y fondent un autre village, Montolivo.

### Fondation de Villefranche
En 1295, Charles II d'Anjou, comte de Provence, comprend l'importance stratégique de ce site, situé aux frontières de son territoire. Afin d'encourager les habitants à revenir peupler le bord de mer, il leur octroie une franchise de taxes. Le village est ainsi baptisé Villa Franca.

### Le Moyen Âge
Daniel Marquesani fut un familier du roi Robert ; il connut une ascension rapide puisque de simple notaire immigré à Nice à la fin du XIIIe siècle, il devint coseigneur de La Turbie (1329-1331) puis seigneur de Coaraze et Castellan à vie de Villefranche. Raymond Marquesani succéda à son père comme castellan de Villefranche et son frère, Louis, hérita de la seigneurie de Coaraze. Le 14 septembre 1346, il acheta tout ce que le damoiseau Boniface Chabaudi, seigneur de Roquebrune possédait dans les territoires de Roquebrune, Palayson et Villepey.

### Le port de la maison de Savoie

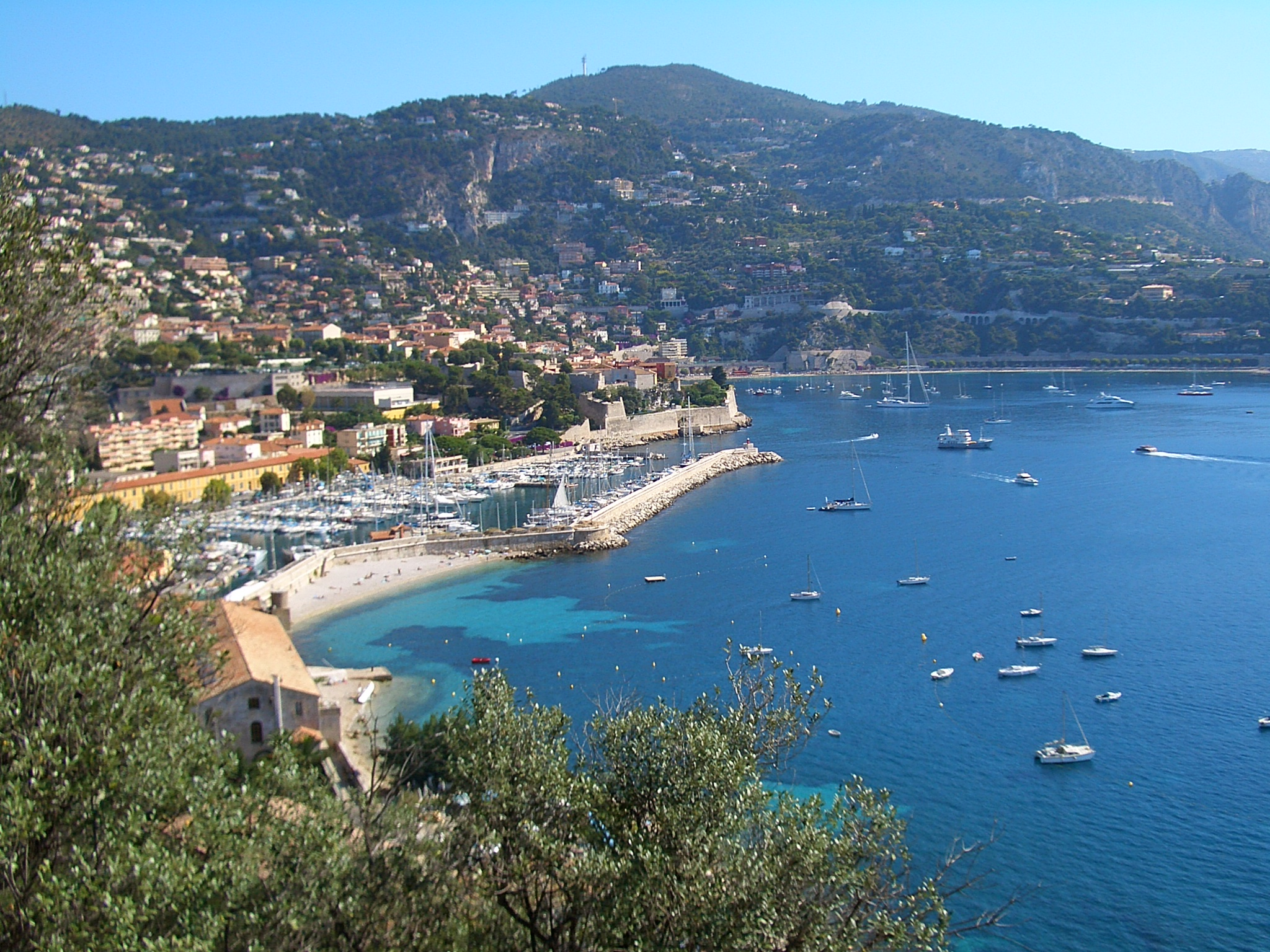
Le port de la Darse.

Lors de la dédition du Comté de Nice au Duc de Savoie, en 1388, Villefranche est dédiée au duché de Savoie. La ville devient ainsi la seule porte maritime des États de Savoie jusqu'à la construction du port de Nice au XVIIIe siècle et tire ses revenus de tous les navires marchands accostant au port (droit de Villefranche).
À la suite de l'occupation, en 1543, de la rade de Villefranche par la flotte franco-turque commandée par Khayr ad-Din Barberousse, le duc Emmanuel-Philibert de Savoie (1528-1580) ordonne sa fortification.
Le duc Emmanuel-Philibert ne possédait plus que Verceil et le comté de Nice au début de son règne, en 1553. Il s'est engagé aux côtés de l'Espagne de Philippe II. Il a gagné la bataille de Saint-Quentin, le 10 août 1557. Il a retrouvé son duché de Savoie en 1559, à la signature du second traité de Cateau-Cambrésis. Il décide de s'engager dans la lutte opposant le monde chrétien et l'Empire ottoman en Méditerranée. Les conflits annuels peuvent opposer des flottes de deux cents à trois cents galères. Pour participer à ce conflit, il décide de faire de Villefranche un port bien protégé permettant de construire et d'entretenir des galères. Le fort du mont Alban, le fort de Saint-Hospice et la citadelle Saint-Elme sont ainsi construits. Cette dernière sera achevée en 1557. Une première flotte de guerre est construite dans le port de la Darse.
Les Français occupent le comté de Nice plusieurs fois entre 1710 et 1722 et à nouveau en 1744, pendant la guerre de Succession d'Autriche, quand le prince de Conti prend d'assaut le mont Alban avec ses troupes franco-espagnoles, chassant les Savoisiens de Charles-Emmanuel III. Au cours du XVIIIe siècle, la ville perd de son importance maritime et portuaire avec la construction du port Lympia de Nice.
En 1793, les troupes françaises révolutionnaires envahissent à nouveau le comté de Nice et Villefranche en Piémont passe sous administration française jusqu'en 1814 qui verra le retour à son statut particulier sous dédition et protection du duc de Savoie.
En 1856, le duc de Savoie donne à bail le lazaret de Villefranche à la marine impériale russe qui fera du port une base navale de premier plan pour ses navires en Méditerranée, notamment l'année suivante, avec le ravitaillement en charbon des bateaux. Cette arrivée provoquera la construction d'infrastructures importantes par Victor Emmanuel II, notamment la route de la rade.

### Seigneurie de Villefranche

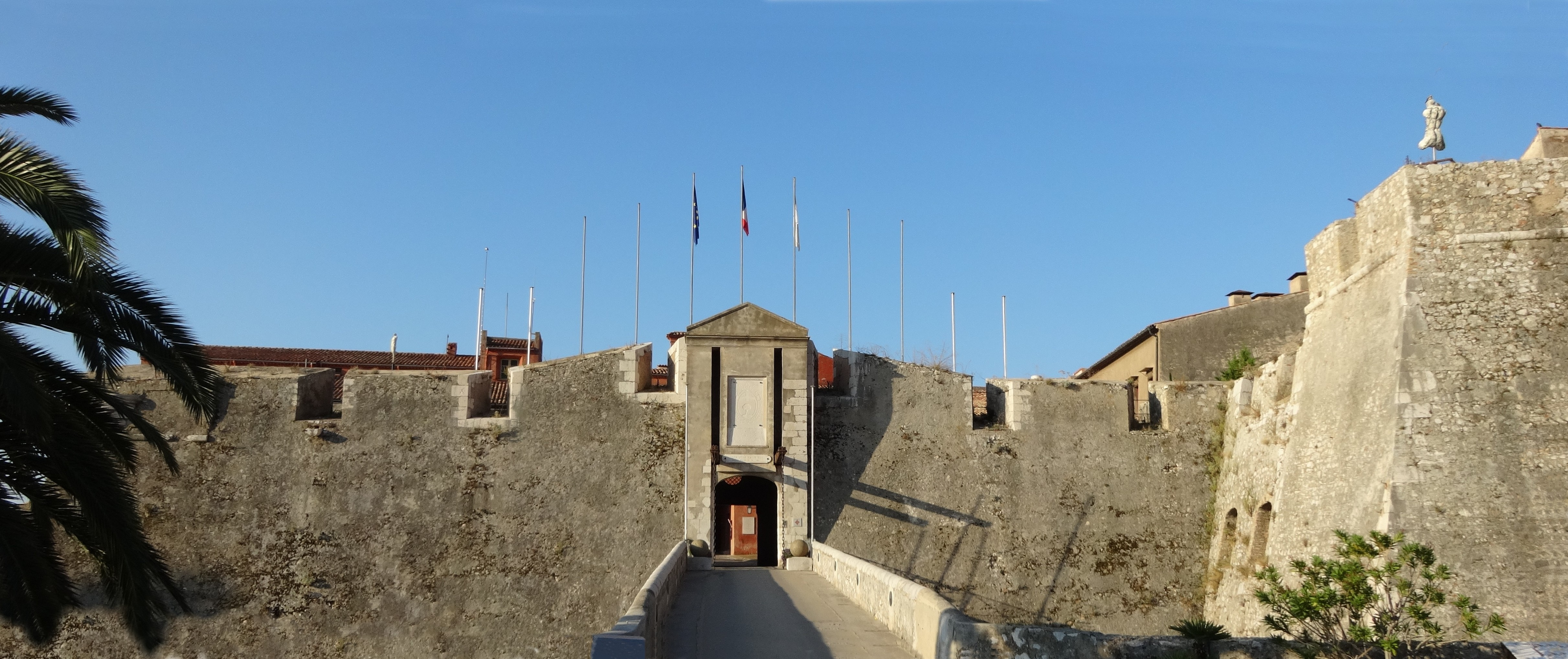
La Citadelle Saint-Elme de Villefranche (XVIe siècle).

Au XVIIIe siècle, la seigneurie de Villefranche fut attribuée aux Germano, avec érection en comté (1700), aux Auda (1743), puis aux Dani (1743).
En 1705, la ville est prise par les troupes françaises du maréchal de La Feuillade qui assiège également Nice

### Révolution, Consulat et Empire
À la suite de l'entrée en guerre de la France contre l'Autriche et la Prusse, en avril 1792, Villefranche-en-Piémont est prise, le 30 septembre, par le général D'Anselme, après la reddition sans combat du gouverneur François Daviet de Foncenex, lui permettant d'être entièrement maître du comté de Nice.

### La présence russe à Villefranche-sur-Mer
Elle remonte à la fin du XVIIIe siècle et a fait preuve depuis d'une originale constance. L'intérêt stratégique de la rade de Villefranche n'avait pas échappé aux autorités maritimes russes de l'époque qui y mouillaient à chaque conflit avec la Turquie. Elle leur devient essentielle quand, au lendemain de la guerre de Crimée en 1856, la Marine impériale russe est privée d'accès à la Méditerranée par le Bosphore : le duc de Savoie, roi de Chypre, de Jérusalem et de Sardaigne qui est aussi vicaire impérial pour toute l'Europe méditerranéenne accepte alors de céder à la Russie le lazaret et la Darse de Villefranche qui lui servent de dépôt à vivres et à combustibles. La rade de Villefranche devient alors le port d'attache de la noblesse impériale en villégiature dans les états de Savoie, ce qui durera encore un peu après malgré l'annexion du comté de Nice par les autorités françaises en 1860. En 1893, une équipe de scientifiques russes de Kiev remplace les militaires pour pratiquer des recherches océanographiques en profitant de la présence d'un courant ascendant de la rade. Ces études, malgré les aléas politiques entre les deux nations, se poursuivent jusqu'aux années 1930.

### Annexion à la France

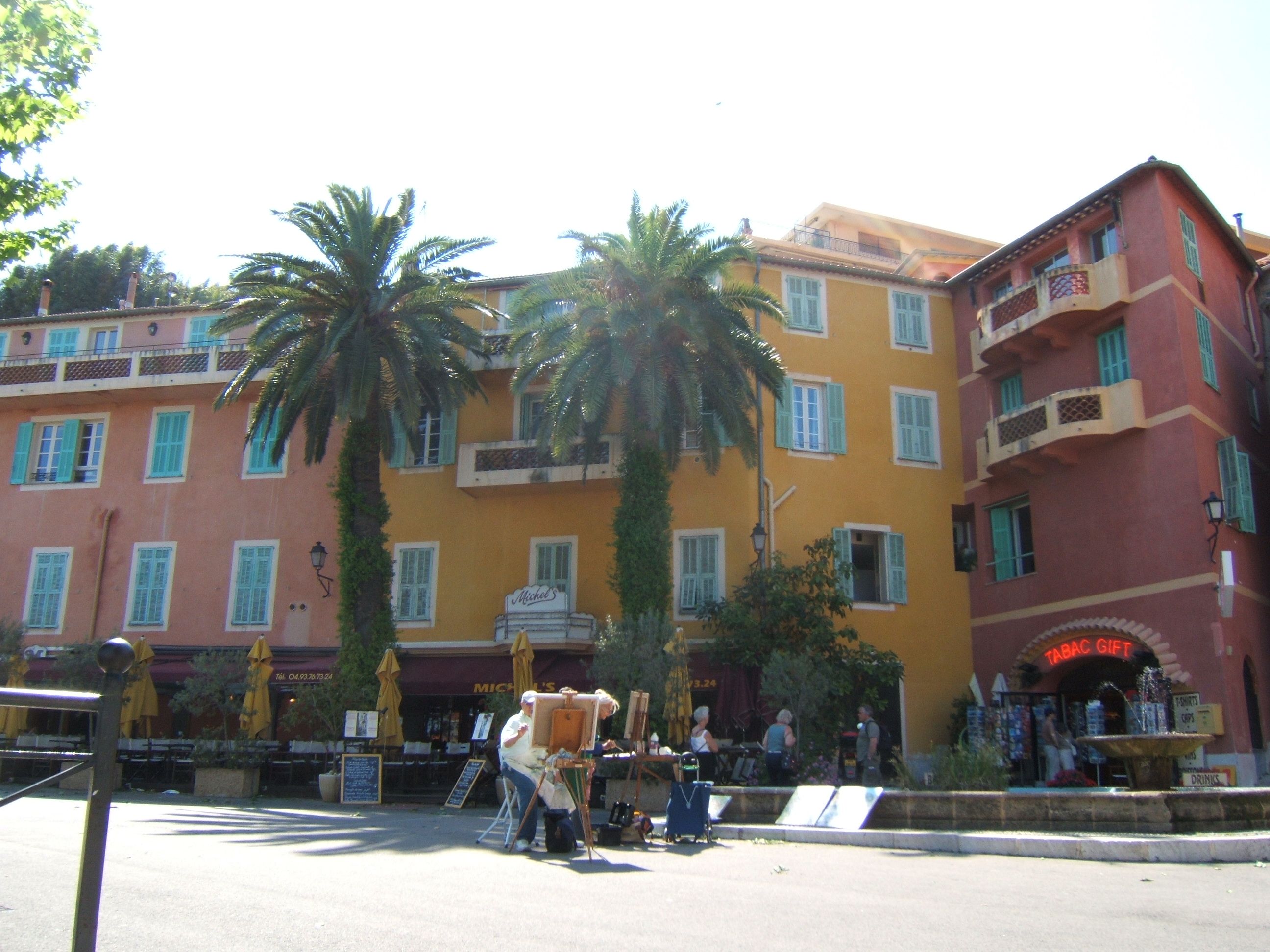
Façades colorées sur la place Amélie-Pollonais.

En 1860 le Comté de Nice est à nouveau annexé à la France à la suite du Traité de Turin et du plébiscite (contesté par les nationalistes niçois en raison de preuves avérées comme, entre autres, la présence du seul bulletin "oui", le bourrage des urnes, l'interdiction de vote pour certains Niçois, la surveillance du vote par les militaires français).
Jusqu’en 1891, Beaulieu, et jusqu’en 1904, Saint-Jean, font partie de Villefranche dont elles se détachent pour prendre leur autonomie municipale.
Lieu de villégiature prisé dès 1816 par les aristocraties russe et anglaise, la rade de Villefranche abrite la sixième flotte des États-Unis à l’issue de la Seconde Guerre mondiale, dans le cadre de l’Organisation du traité de l'Atlantique nord entre 1945 et 1966.
Villefranche-sur-Mer n'est plus aujourd’hui le premier port de croisière de France, dépassé par Marseille depuis 2008.

## Politique et administration

### Administration municipale
Le nombre d'habitants au dernier recensement étant compris entre 5 000 et 9 999, le nombre de membres du conseil municipal est de 29.

### Liste des maires
| Période    | Période    | Identité           | Étiquette | Qualité |
| ---------- | ---------- | ------------------ | --------- | --- |
| 1860       | 1870       | François Ferry     |           | |
| 1870       | 1872       | Georges de Brès    |           | |
| 1872       | 1900       | Désiré Pollonais   |           | |
| 1900       | 1934       | François Binon     |           | |
| 1934       | 1936       | Victor Contesso    |           | |
| 1936       | 1937       | J.-B. Bonifassi    |           | |
| 1937       | 1939       | Alfonsi            |           | |
| 1939       | 1941       | Frédéric Bay       |           | |
| 1941       | 1942       | Henri Heurtault    |           | |
| 1942       | 1944       | Roger Vilarel      |           | |
| 1944       | 1945       | Albert Honnorat    |           | |
| 1945       | 1947       | Jules Feaudière    |           | |
| 1947       | mars 1965  | Philippe Olmi      | CNIP      | Député des Alpes-Maritimes (1946 → 1955)                                                                                 |
| mars 1965  | mars 1971  | Guy Perdoncini     |           | Médecin |
| mars 1971  | mars 1977  | Gilbert Bastet     | Mod.      | |
| mars 1977  | juin 1995  | Joseph Calderoni   | RPR       | Horloger-bijoutier retraité Président du SIVOM du canton de Villefranche Suppléant du député Emmanuel Aubert (1988-1993) |
| juin 1995  | avril 2014 | Gérard Grosgogeat  | UMP       | Opticien retraité Suppléant du député Jean-Claude Guibal (2002 → 2012)                                                   |
| avril 2014 | En cours   | Christophe Trojani | UMP-LR    | Chirurgien |

### Politique environnementale
- L'Observatoire océanologique de Villefranche-sur-Mer constitue un des principaux campus français en sciences de la mer[28].
- Plages[29] :
  - de Grasseuil,
  - l’Ange Gardien,
  - Les Marinières,
  - Plage de la Darse.

La commune relève, pour partie, de la loi relative à l'aménagement, la protection et la mise en valeur du littoral, dite loi littoral.

### Jumelages
Au 25 octobre 2013, Villefranche-sur-Mer est jumelée avec :
- Bordighera (Italie) ;
- Nieuport (Belgique) ;
- Reiskirchen (Allemagne) ;
- Villafranca d'Asti (Italie) ;
- Plan-les-Ouates (Suisse).

## Population et société

### Démographie
L'évolution du nombre d'habitants est connue à travers les recensements de la population effectués dans la commune depuis 1793. Pour les communes de moins de 10 000 habitants, une enquête de recensement portant sur toute la population est réalisée tous les cinq ans, les populations de référence des années intermédiaires étant quant à elles estimées par interpolation ou extrapolation. Pour la commune, le premier recensement exhaustif entrant dans le cadre du nouveau dispositif a été réalisé en 2005.

En 2022, la commune comptait 5 012 habitants, en évolution de −1,69 % par rapport à 2016 (Alpes-Maritimes : +2,85 %, France hors Mayotte : +2,11 %).
| 1793  | 1800  | 1806  | 1822  | 1838  | 1848  | 1858  | 1861  | 1866  |
| ----- | ----- | ----- | ----- | ----- | ----- | ----- | ----- | ----- |
| 2 117 | 2 035 | 2 177 | 2 491 | 2 574 | 2 363 | 2 949 | 2 911 | 3 344 |

| 1872  | 1876  | 1881  | 1886  | 1891  | 1896  | 1901  | 1906  | 1911  |
| ----- | ----- | ----- | ----- | ----- | ----- | ----- | ----- | ----- |
| 3 093 | 3 002 | 3 489 | 4 299 | 4 407 | 4 430 | 5 042 | 4 425 | 4 741 |

| 1921  | 1926  | 1931  | 1936  | 1946  | 1954  | 1962  | 1968  | 1975  |
| ----- | ----- | ----- | ----- | ----- | ----- | ----- | ----- | ----- |
| 3 184 | 5 323 | 5 152 | 5 014 | 4 407 | 5 039 | 5 953 | 6 790 | 7 200 |

| 1982  | 1990  | 1999  | 2005  | 2006  | 2010  | 2015  | 2020  | 2022  |
| ----- | ----- | ----- | ----- | ----- | ----- | ----- | ----- | ----- |
| 7 363 | 8 080 | 6 833 | 6 649 | 6 610 | 5 419 | 5 112 | 5 002 | 5 012 |

### Enseignement
Établissements d'enseignements :
- Écoles maternelles et primaires[36],
- Collèges à Beaulieu-sur-Mer, Nice,
- Lycées à Nice.

### Manifestations culturelles et festivités

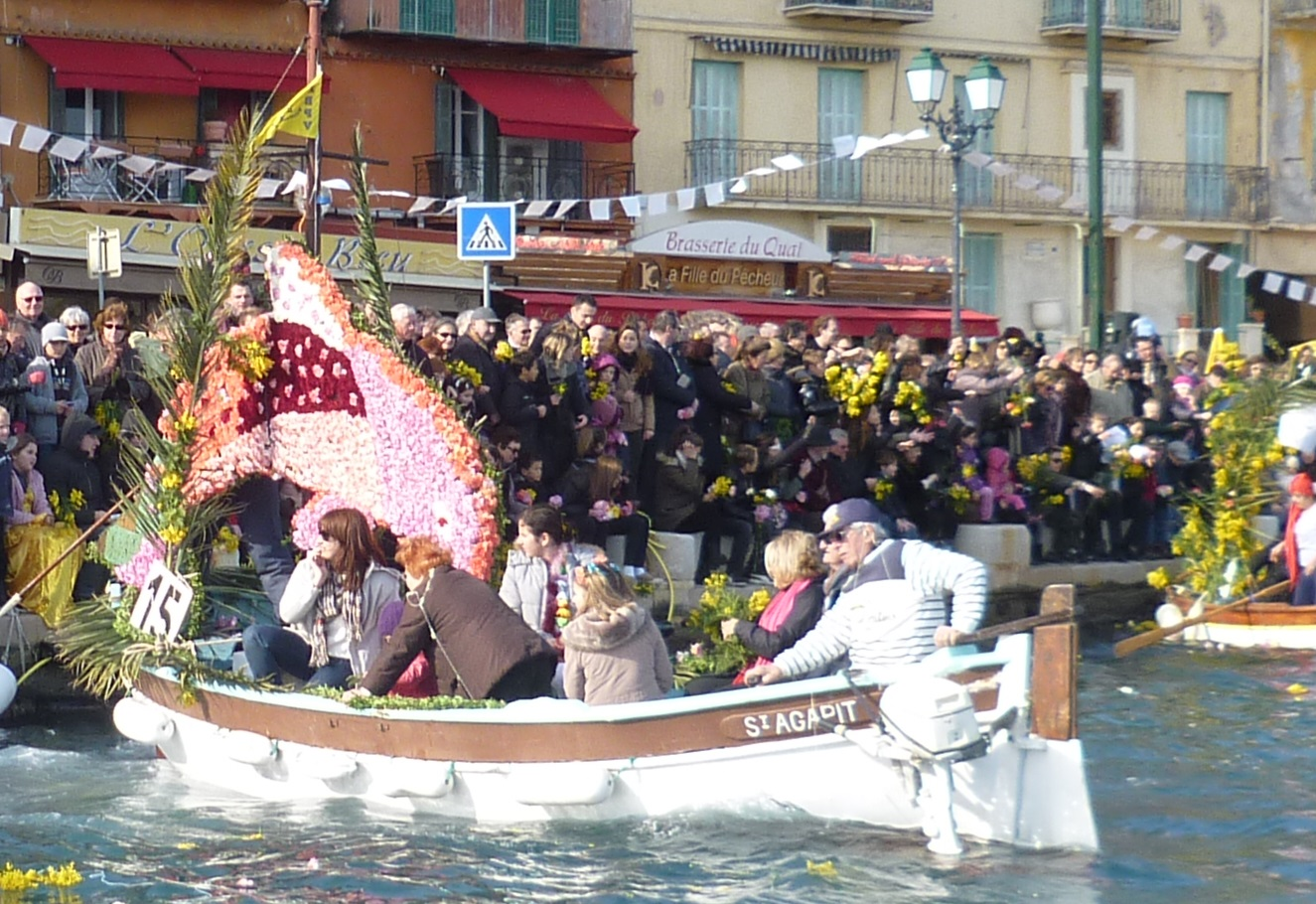
Le Combat naval fleuri de Villefranche-sur-Mer.

- En fin février, le Combat naval fleuri rassemble au port de la Santé les pointus de Villefranche et la yole décorés de fleurs qui lancent des bouquets à la foule massée sur les quais. La manifestation se déroule chaque année depuis 1902.
- Depuis 2009, la ville de Villefranche-sur-Mer organise avec l'association NICEXPO le salon Franchement Art dans la Citadelle de Villefranche-sur-Mer.
- Depuis quelques années, le Trophée Pasqui[37], rassemblement des plus beaux yachts de tradition, est organisé à Villefranche-sur-Mer : manifestation phare, mettant en valeur les métiers de l'artisanat maritime et plus particulièrement le chantier naval Gilbert Pasqui, formant de grands charpentiers de marine.
- Depuis 2019, le festival de musique La Crème Festival est organisé dans la citadelle Saint-Elme.

### Santé
Professionnels et établissements de santé :
- Médecins,
- Pharmacies,
- Hôpitaux à Nice.
- L’Etablissement d’Hébergement pour Personnes Âgées Dépendantes (EHPAD)[39].

### Sports et activités nautiques

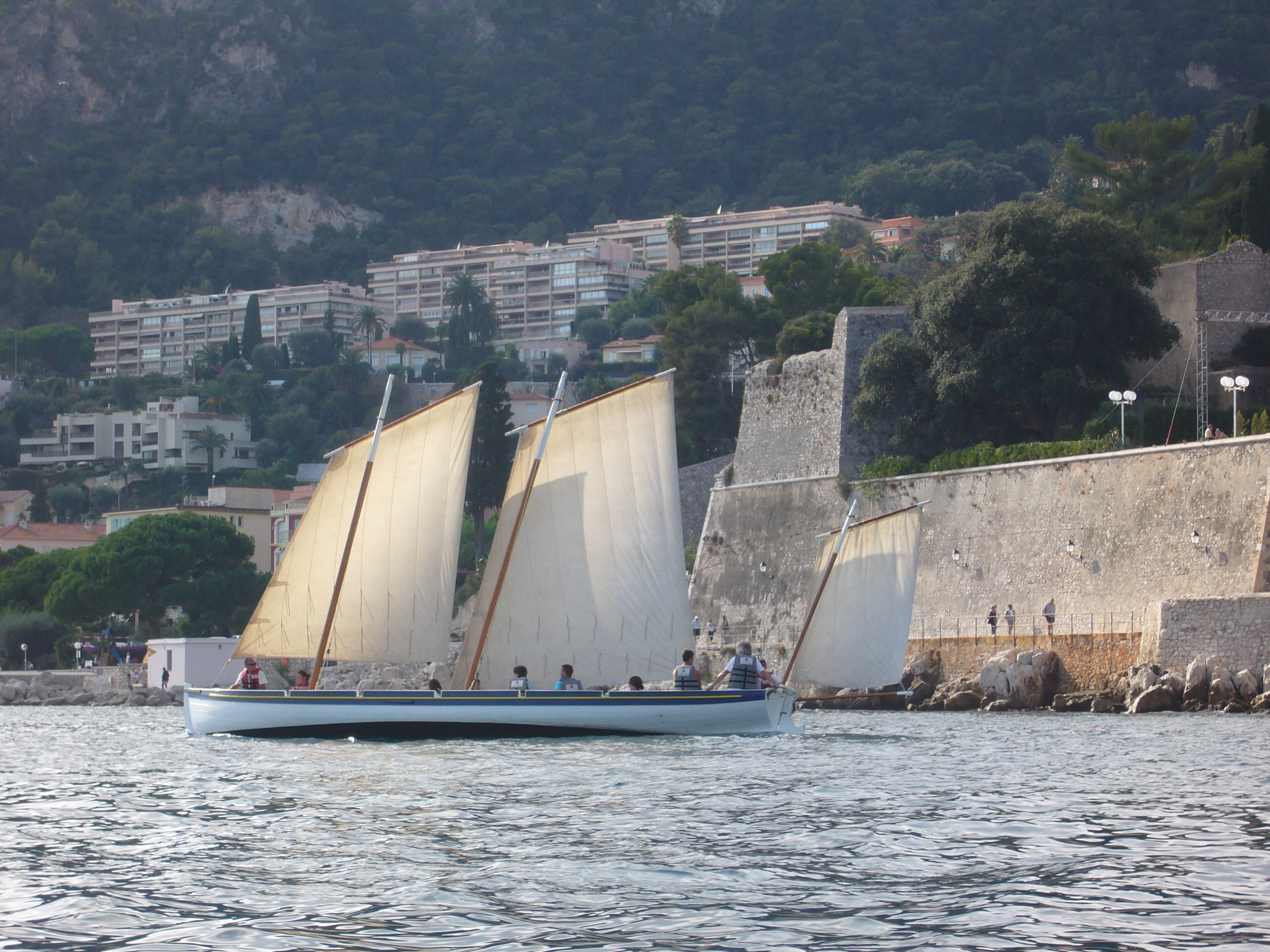
Laïssa Ana, la Yole de Villefranche, devant la citadelle de Villefranche-sur-Mer.

La rade de Villefranche est un des plus grands sites de compétitions d'apnée au monde. Le premier « championnat du monde d'apnée par équipe » s'y est déroulé en 1996. Elle fut le lieu d'évolution préféré de Loïc Leferme qui y a battu plusieurs reprises le record du monde d'apnée no limit. En 2010, Aurore Asso y a battu le record de France féminin d'apnée en poids constant à -70 mètres. Le huitième championnat du monde d'apnée a eu lieu à Villefranche-sur-Mer en septembre 2012.
De nombreuses activités sportives sont pratiquées à Villefranche sous l’égide de l’Union Sportive de Villefranche (U.S.V.), association multisports.
La pratique de la voile ou de l’aviron s’effectuent au sein du Club de la Voile ou du Club d’aviron, tous deux implantés dans le port de la Darse.
En 2014 une épreuve nautique alliant la nage, le paddle et l'aviron a été créée en rade de Villefranche : le "Triathlon des Mers"
Depuis juillet 2000, la Darse de Villefranche-sur-Mer est le port d'attache de la réplique historique d'une embarcation de 1796 : la yole de Bantry Laïssa Ana. Gérée par une association locale et naviguant toute l’année, la Yole accueille volontiers de nouveaux équipiers pour des initiations.
De nombreux pointus traditionnels sont regroupés dans la Darse par l’Association des Bateliers – Plaisanciers de Villefranche (ABPV) qui organise chaque automne une série de régates, la « Resquilhada ».
La liste détaillée des associations sportives locales se trouve sur le site de la Ville.
L'aéroceanaute Stephane Rousson installé depuis 2010 au port de la Darse, effectue régulièrement les essais de ses véhicules dans la rade que ce soit avec ses sous-marins Scubster, ou ses ballons à propulsion humaine comme le Zeppy en mars 2018, et la restauration de la pilotine Trait-d'union de 1948.
La Villefranche Paddle race fait partie du circuit Fédéral de la Coupe de France de Stand up Paddle 14'.

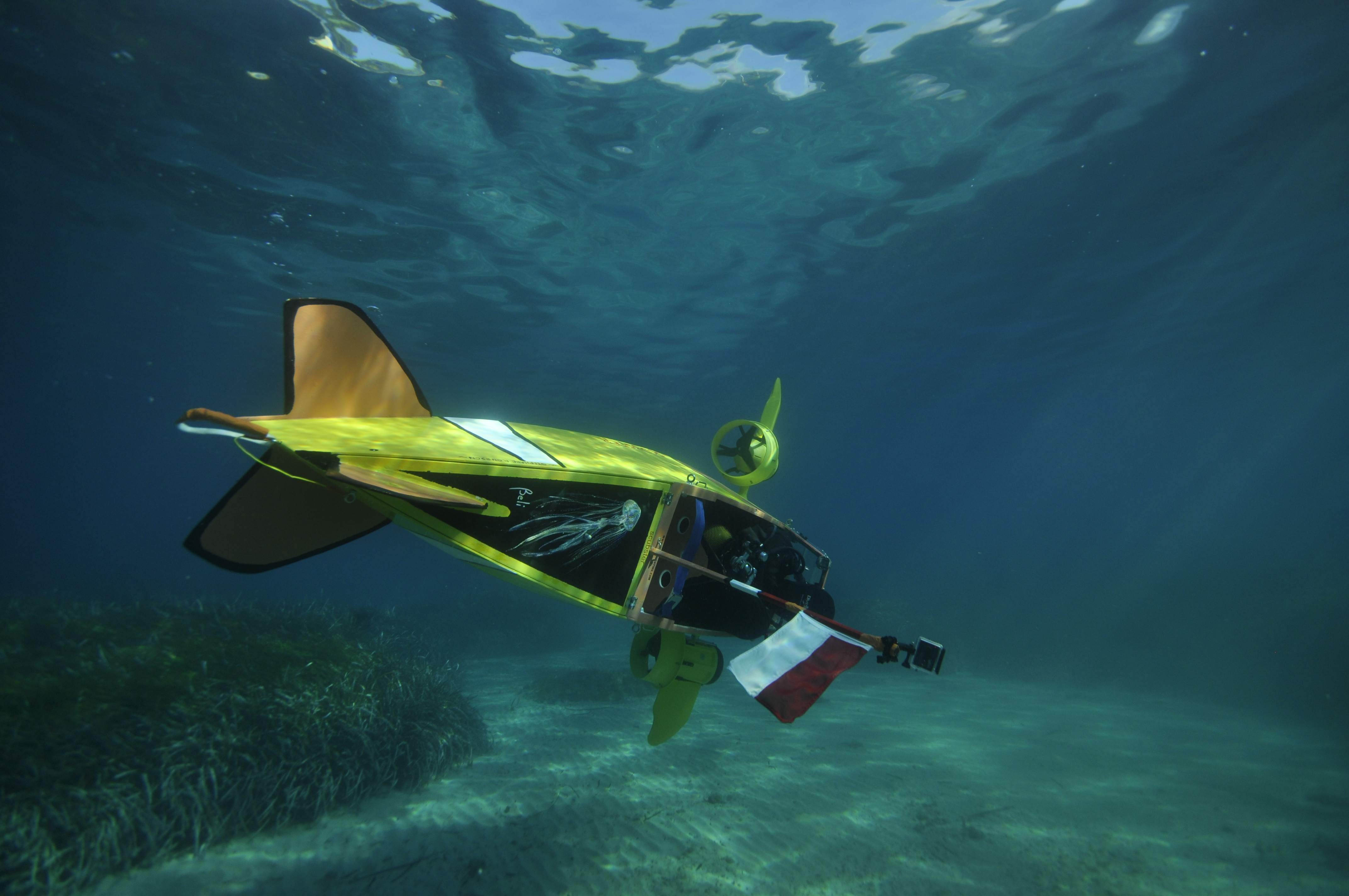
Scubster Nemo
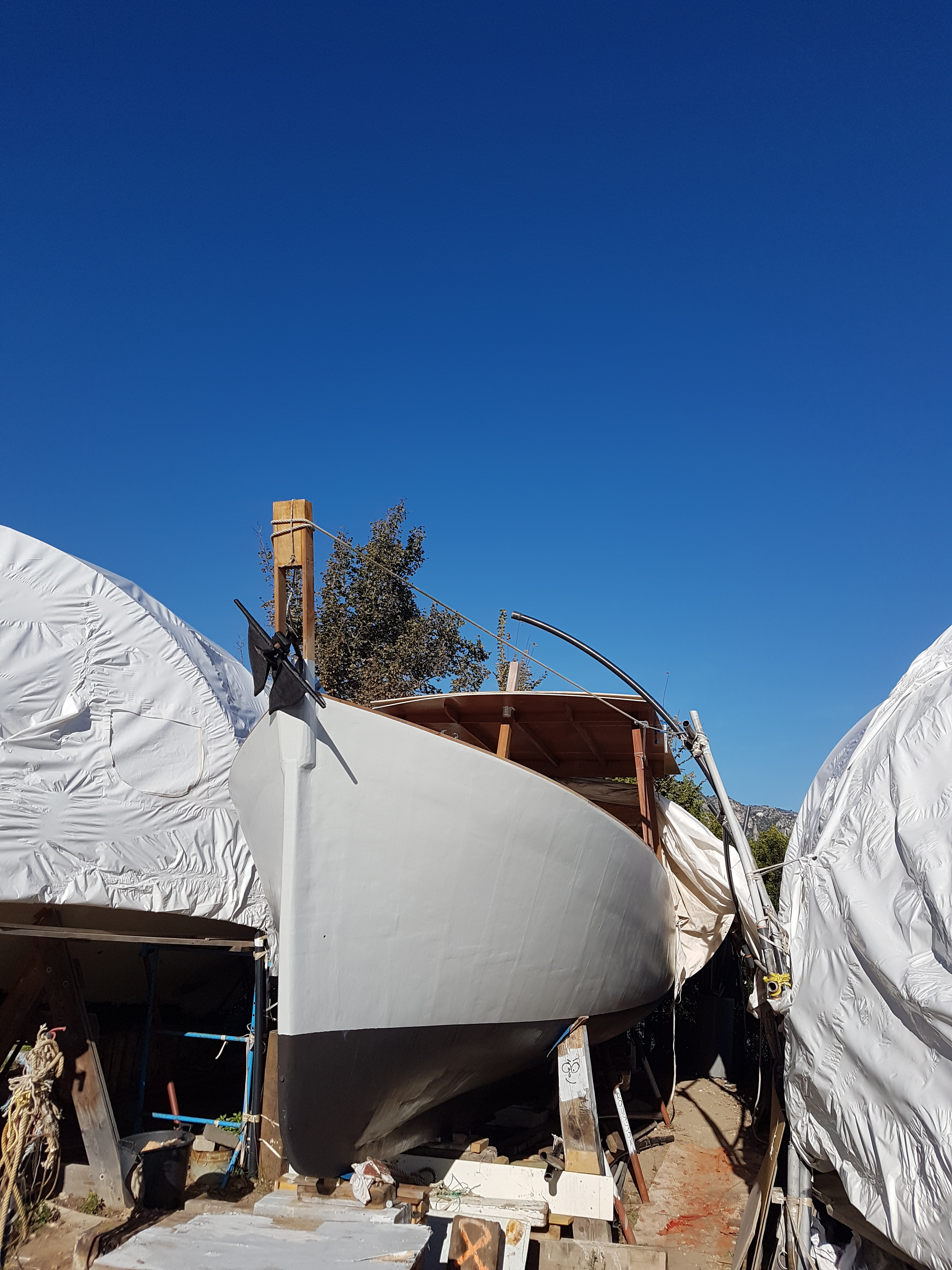
Pilotine Trait d'Union 1948 en restauration au port de la Darse
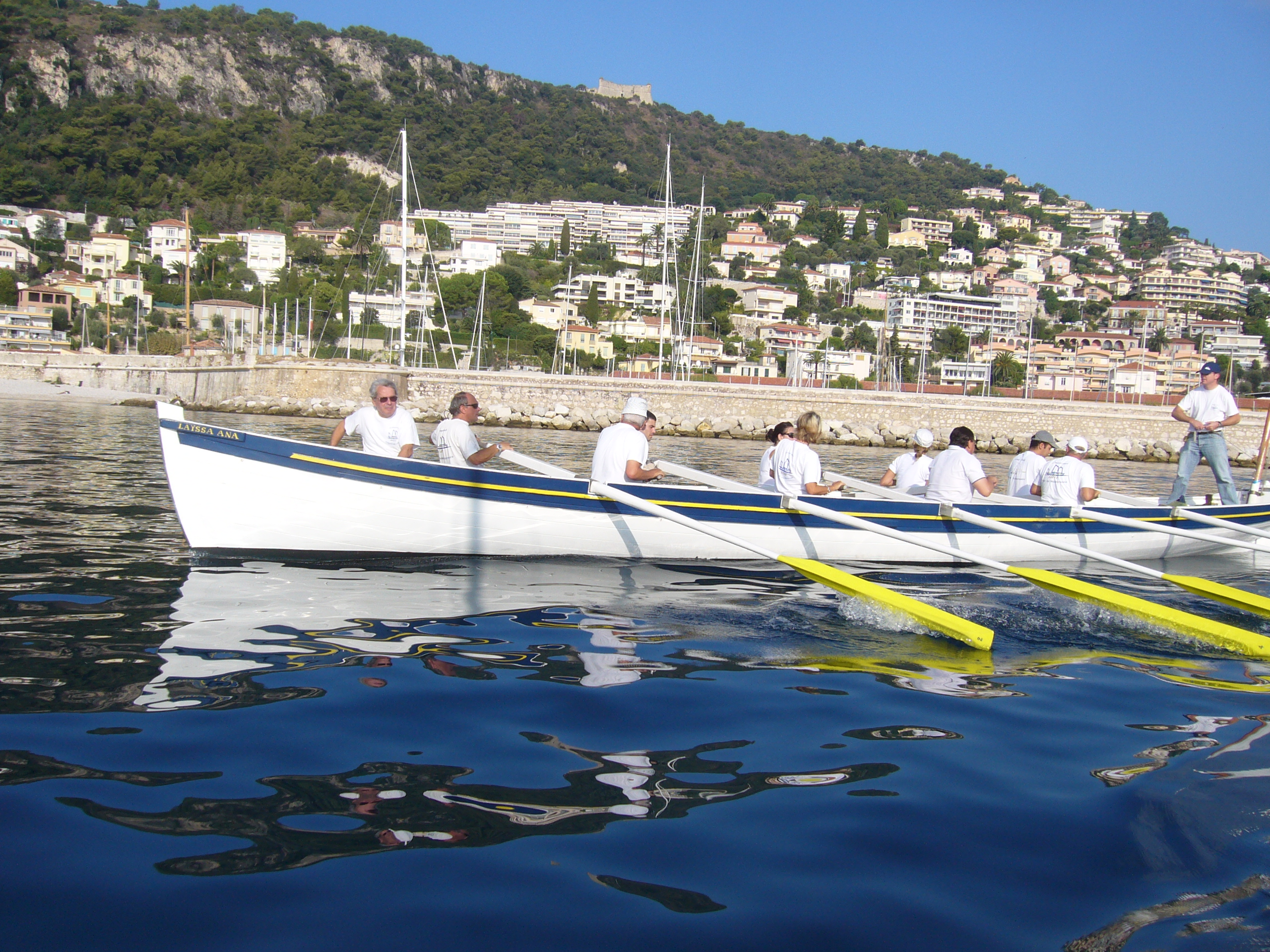
Yole de Villefranche sur Mer
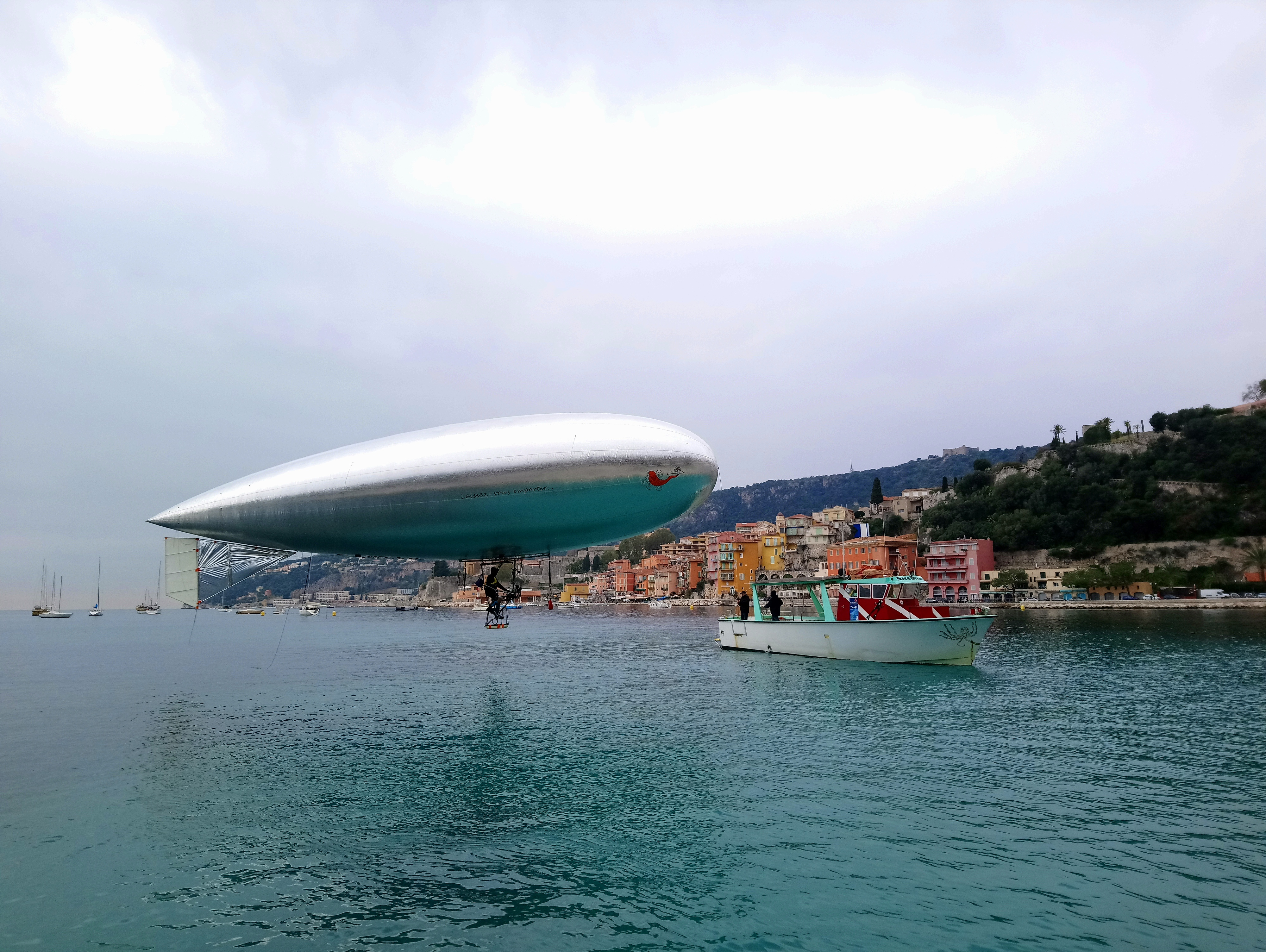
Zeppy de Stephane Belgrand Rousson  le 13 février 2018

### Médias
- Biologie du Développement de Villefranche-sur-Mer[47].
- Médias - AARV - Association Les Amis de la Rade de Villefranche-sur-Mer[48].

### Cultes

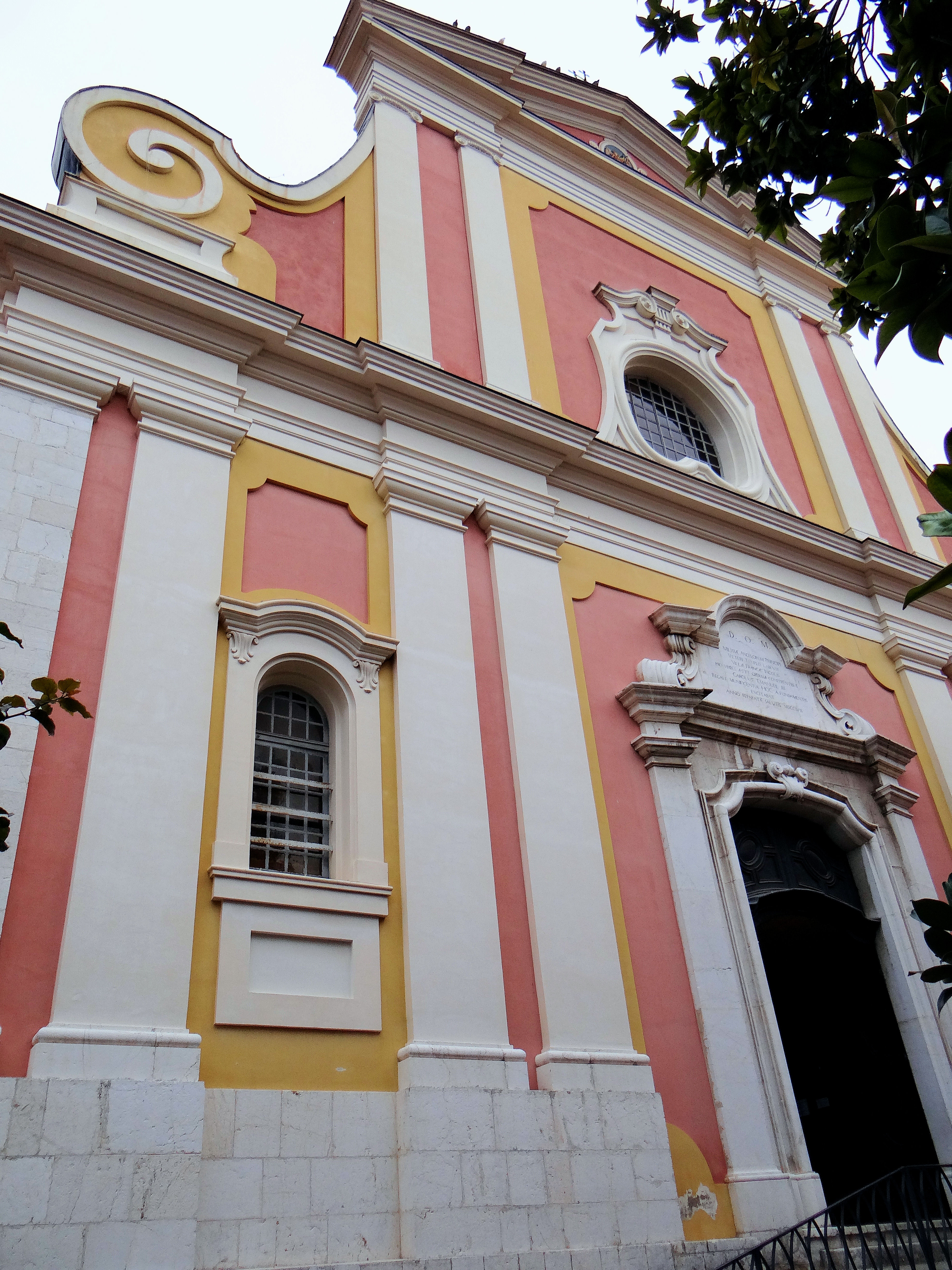
Église Saint-Michel de Villefranche-sur-Mer.

- Villefranche-sur-Mer dispose de deux lieux de culte catholique : L'Église Saint-Michel dans la vieille ville et la chapelle Notre-Dame-de-France au col de Villefranche. Toutes deux font partie de la paroisse "Notre Dame de l'Espérance".

## Économie
Pendant le XIXe siècle, la culture du caroubier par une grande partie de la population a fourni le bois dont la belle couleur rouge était appréciée dans la marqueterie locale. La chanson traditionnelle et les dictons populaires en portent encore témoignage.

### Budget et fiscalité 2019
En 2019, le budget de la commune était constitué ainsi :
- total des produits de fonctionnement : 10 880 000 €, soit 2 114 € par habitant ;
- total des charges de fonctionnement : 10 434 000 €, soit 2 028 € par habitant ;
- total des ressources d'investissement : 3 326 000 €, soit 648 € par habitant ;
- total des emplois d'investissement : 4 521 000 €, soit 879 € par habitant ;
- endettement : 7 869 000 €, soit 1 529 € par habitant.

Avec les taux de fiscalité suivants :
- taxe d'habitation : 16,03 % ;
- taxe foncière sur les propriétés bâties : 13,97 % ;
- taxe foncière sur les propriétés non bâties : 9,04 % ;
- taxe additionnelle à la taxe foncière sur les propriétés non bâties : 0,00 % ;
- cotisation foncière des entreprises : 0,00 %.

### Revenus de la population et fiscalité
En 2010, le revenu fiscal médian par ménage était de 30 908 €, ce qui plaçait Villefranche-sur-Mer au 12 464e rang parmi les 31 525 communes de plus de 39 ménages en métropole.
Chiffres clés Revenus et pauvreté des ménages en 2017 : médiane en 2017 du revenu disponible, par unité de consommation : 24 300 €.

### Emploi
En 2009, la population âgée de 15 à 64 ans s'élevait à 3 374 personnes, parmi lesquelles on comptait 68,9 % d'actifs dont 62,0 % ayant un emploi et 6,8 % de chômeurs.
On comptait 1 878 emplois dans la zone d'emploi, contre 1 711 en 1999. Le nombre d'actifs ayant un emploi résidant dans la zone d'emploi étant de 2 161, l'indicateur de concentration d'emploi est de 86,9 %, ce qui signifie que la zone d'emploi offre moins d'un emploi par habitant actif.

### Entreprises-services et commerces
- Au 31 décembre 2010, Villefranche-sur-Mer comptait 847 établissements : 10 dans l’agriculture-sylviculture-pêche, 28 dans l'industrie, 76 dans la construction, 634 dans le commerce-transports-services divers et 99 étaient relatifs au secteur administratif[Insee 6].
- En 2011, 69 entreprises ont été créées à Villefranche-sur-Mer[Insee 7], dont 43 par des autoentrepreneurs[Insee 8].
- Halle dite Cité marchande de Villefranche[53].
- Établissement de bains[54].

#### Tourisme
- Hôtels[55],[56],[57],[58],[59],[60],[61],[62],[63].
- Restaurants.
- Ancien casino[64],[65],[66].

## Culture locale et patrimoine

### Lieux et monuments
La commune compte sept monuments répertoriés à l'inventaire des monuments historiques et 160 lieux et monuments répertoriés à l'inventaire général du patrimoine culturel.
Elle compte par ailleurs 66 objets répertoriés sur l'inventaire des monuments historiques et 95 objets répertoriés à l'inventaire général du patrimoine culturel.

#### Édifices religieux

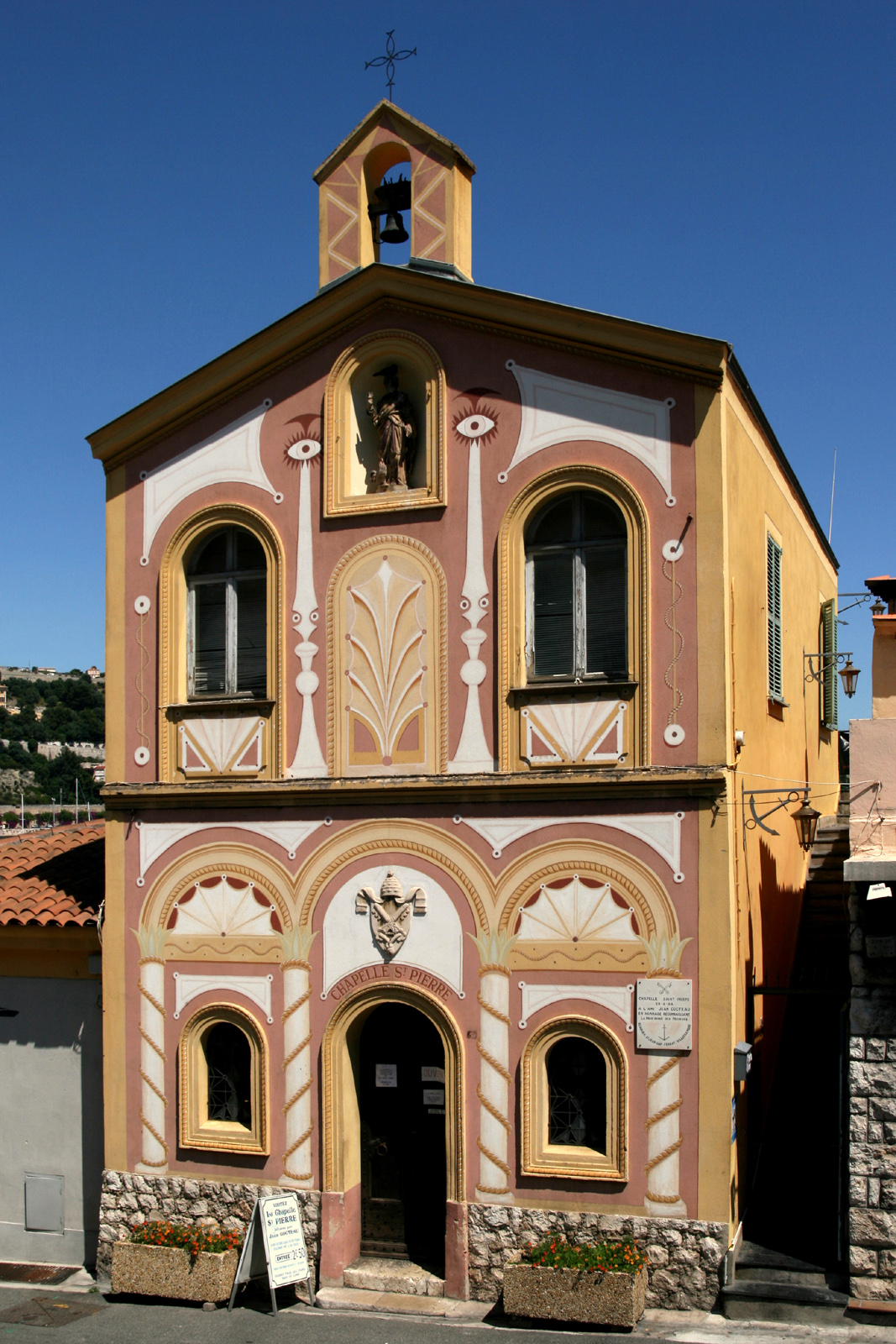
La chapelle Saint-Pierre décorée par Jean Cocteau.

- Église Saint-Michel, rue de l'église, au cœur de la vieille ville, fut érigée dans le premier quart du XIVe siècle puis fut transformée à la fin du XVIIIe siècle. Cette église a pris les traits de style baroque savoyard. Elle héberge plusieurs pièces d’art, dont une toile représentant saint Michel, un Christ sculpté du XVIIIe siècle (dit Christ du galérien) et une statue polychrome en bois de saint Roch et son chien. Cet édifice est classé au titre des monuments historiques le 26 juin 1990[71].

Son orgue de tribune,,, ,,,,.
Cloches,,,,.
- Chapelle Saint-Pierre (XVIe siècle)[85], située sur le port de pêche, place Amélie Pollonais. En 1957, Jean Cocteau[86], avec l'aide du peintre Jean-Paul Brusset[87], la décore de fresques murales évoquant la Méditerranée et des périodes de la vie de saint Pierre. La chapelle appartient à la prud’homie des pêcheurs de Villefranche. Elle est classée au titre des monuments historiques le 27 décembre 1996. Près la chapelle Saint-Pierre, buste en bronze représentant Jean Cocteau, œuvre du sculpteur Cyril de La Patellière (1989), inauguré en présence de Jean Marais et d'Edouard Dermit. Le socle est une pierre monolithique provenant de la citadelle.

Son orgue de tribune.
- Chapelle Sainte-Élisabeth[89], rue du Vallons 1595[90].
- Chapelle de L'Ange-Gardien, avenue de l'Ange Gardien 1716.
- Chapelle sous le vocable de Notre-Dame des Neiges, appelée la Madone noire, boulevard de Suède XVIIe siècle[91].
- Chapelle Saint-Grat, avenue Olivula 1817.
- Chapelle Saint-Elme, à la citadelle XVIe siècle.
- Chapelle de l'ancien hospice, avenue Clemenceau XVIIIe siècle.
- Église Notre-Dame-de-France du Col de Villefranche.

#### Bâtiments et lieux publics

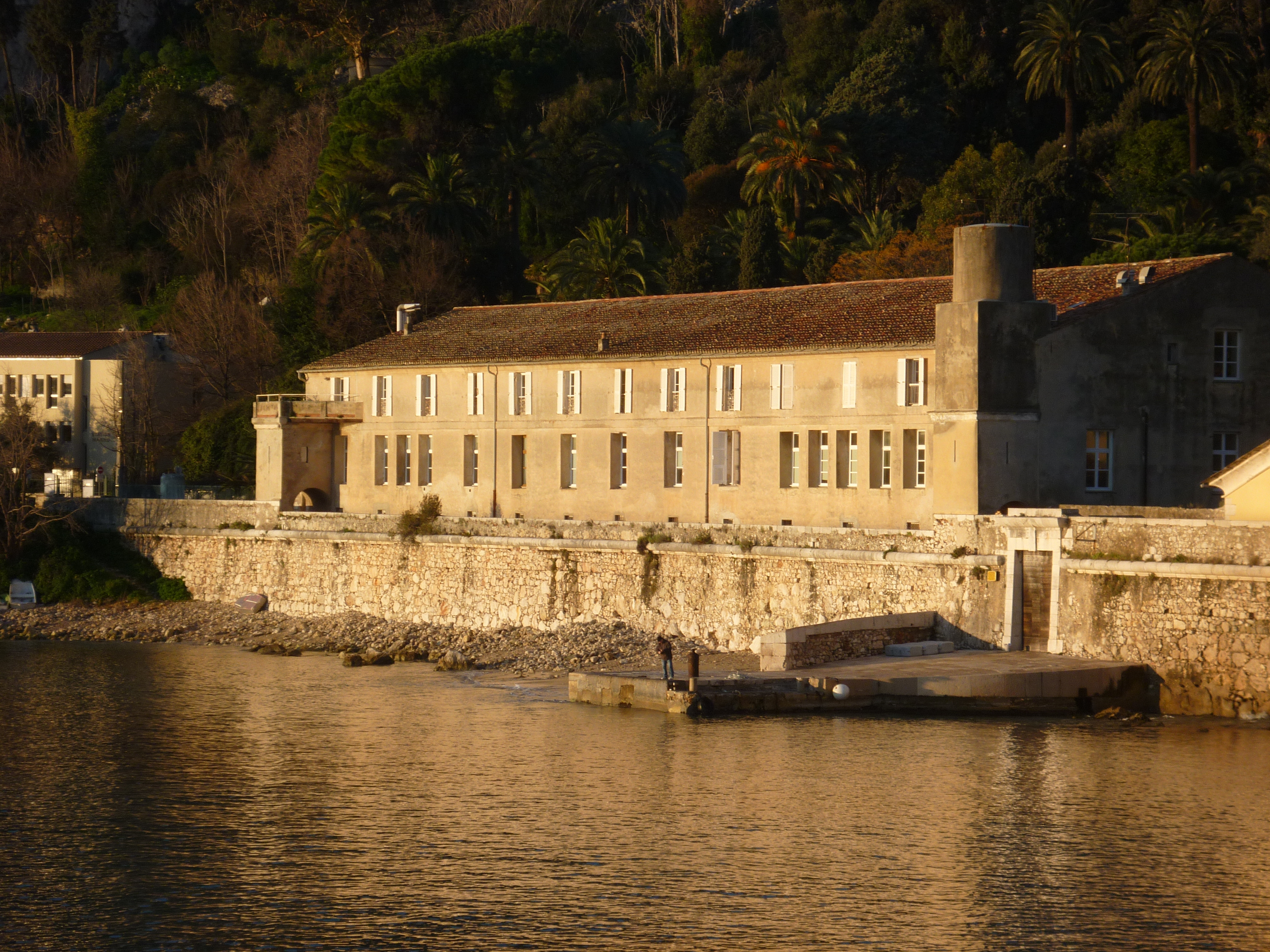
Vue d'un bâtiment de l'Observatoire océanologique de Villefranche-sur-Mer, ancien hôpital des galériens.

- La Citadelle Saint-Elme classée monument historique[92],[93], elle abrite aujourd'hui l'hôtel de ville ainsi que les musées Volti, Goetz-Boumesteer, la salle souvenir du 24e BCA et la collection Roux.
- Le port de la Darse est l'ancien port militaire[94]. Il abrite de nombreuses activités (port de plaisance, chantier naval, etc.). Il est géré par la Chambre de commerce et d'industrie de Nice-Côte d'Azur. L'Observatoire océanologique de Villefranche-sur-Mer[95] y est situé. Dépendant de l'université Pierre-et-Marie-Curie (université de Paris VI) et placé également sous la tutelle du CNRS, il est le siège d'activités de recherche avec trois laboratoires (océanologie, géosciences marines et biologie cellulaire). Environ 150 personnes y travaillent. Les bâtiments et les éléments d’infrastructure sont inscrits aux monuments historiques le 2 novembre 1991.
- Le port de la Santé, port de pêche de Villefranche, au pied de la vieille ville, abrite la gare maritime pour les paquebots ancrés en rade de Villefranche. Il est le site du Combat naval fleuri chaque année en février.
- la Rue Obscure, au cœur de la vieille ville, est une rue couverte de 130 mètres datant de 1260, située le long du premier rempart. Elle a été inscrite aux monuments historiques le 4 octobre 1932[96].

- Le musée Goetz-Boumeester, situé dans la Citadelle, qui contient une centaine d'œuvres du peintre-graveur Henri Goetz (1909-1989) et de son épouse Christine Boumeester (1904-1971) qui donnèrent leur collection à la ville.
- Le Musée dit Musée des Ruines, puis maison de villégiature dite Villa Olivula [97].
- La Villa Léopolda[98],[99], qui semble être la demeure la plus chère du monde.
- Maison de villégiature dite Villa Sémiramis[100].
- La tour dite Torre Vecchia et remparts (restes)[101].
- Remparts (vestige dit Le Bastionnet)[102].
- Le jardin public dit Jardins François-Binon[103].
- Monuments commémoratifs :
  - Le monument aux morts[104],[105],[106].
  - Obélisque et ronde-bosse au cimetière.
  - Monument à Jean Cocteau[107].
  - Dalle funéraire de frère Jérôme Cacherano de Osasco[108],[109].
  - Cénotaphe d'Octave-Emmanuel Scarampo de Caire [110].
  - Plaque de Villefranche-sur-mer commémorant le départ de l’équipe de France pour la Coupe du monde 1930[111]

### Héraldique
| Blason de Villefranche-sur-Mer | Blason  | D’argent à l’arbre terrassé au naturel accosté des lettres capitales V et F de sable, au chef parti au 1er d’azur à trois fleurs de lis d’or rangées en fasce et surmontées d’un lambel de gueules et au 2e de gueules à la croix d’argent. |
| Blason de Villefranche-sur-Mer | Détails | Le statut officiel du blason reste à déterminer. |

### Artisanat
Le port de la Darse est réputé au niveau international pour la restauration de navires du patrimoine où sont présents de nombreux charpentiers spécialisés. Le chantier naval Pasqui est renommé dans la restauration des vieux gréements et la fabrication des grands mâts en bois.

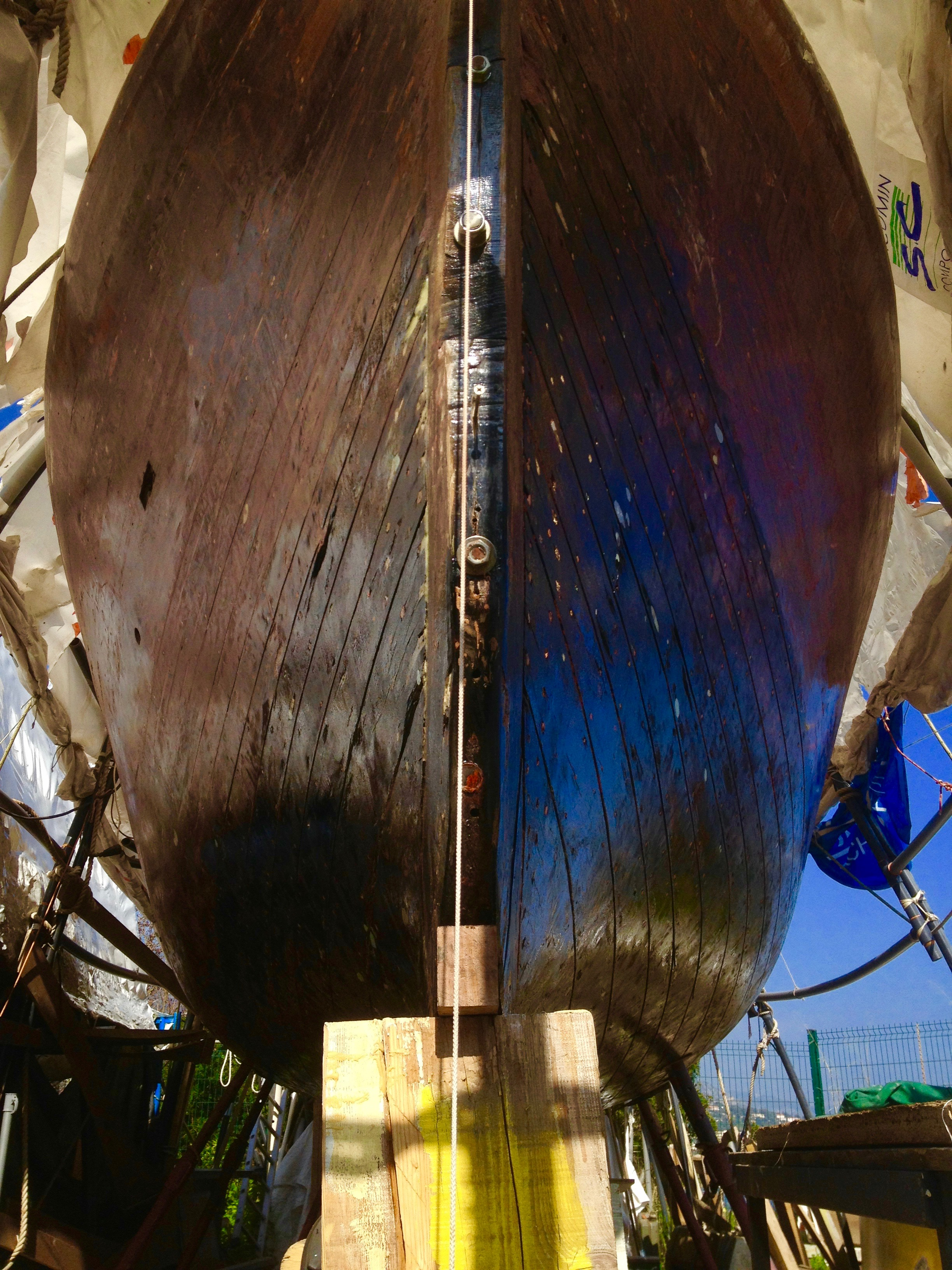
Pilotine Trait d'union en restauration à Villefranche-sur-Mer.

## Personnalités liées à la commune
Dans le passé, Villefranche a hébergé de nombreuses personnalités de l'art ou du show business, parmi lesquelles :

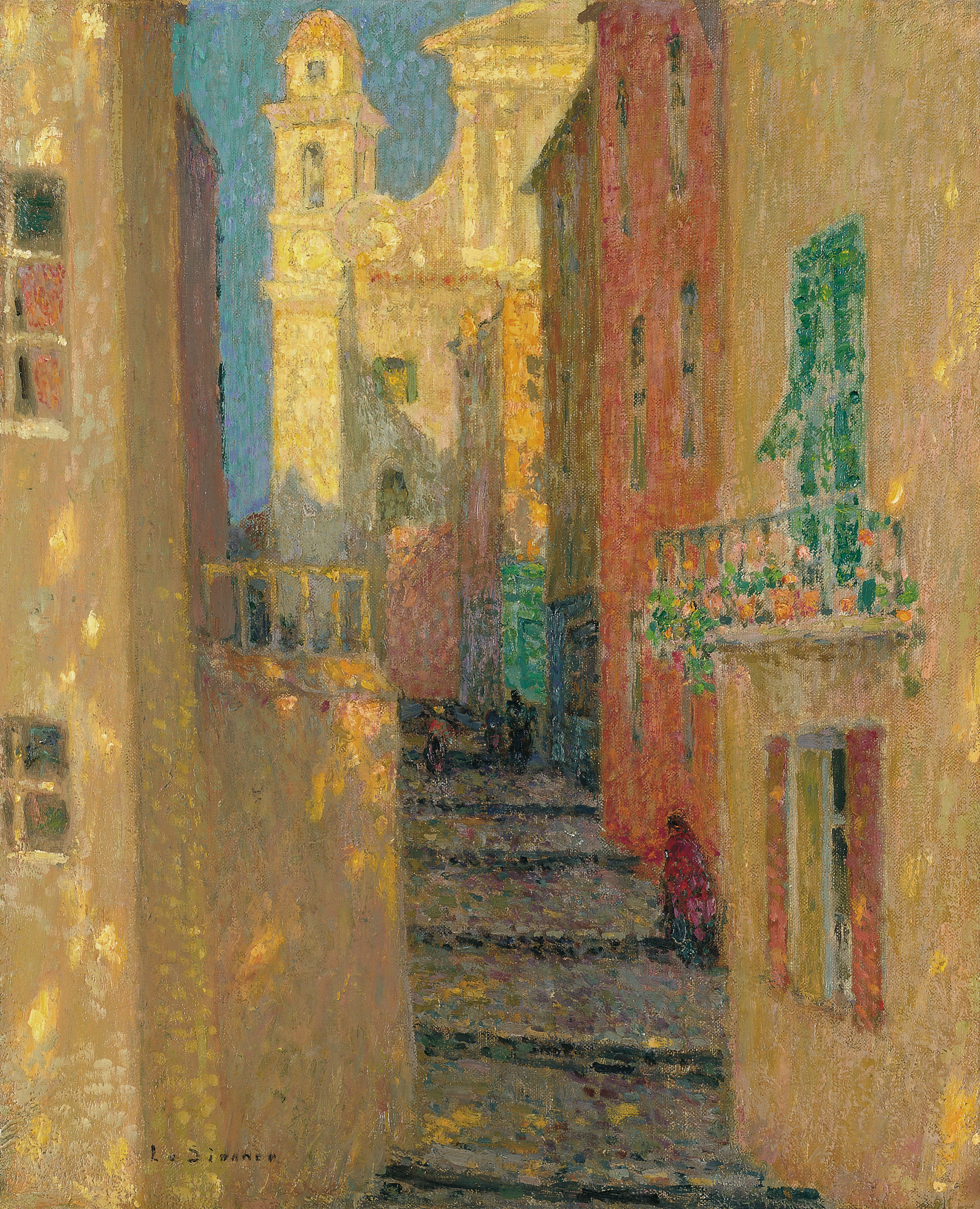
La rue de l'Église, Villefranche-sur-Mer par Henri-Eugène Le Sidaner (1928).

Honoré Boniface Papachin, ou Honorato Bonifazio Papacino en italien, corsaire puis amiral de la flotte espagnole au service du roi Charles II, mort en 1692. Il combattit l'amiral de Tourville en 1688 près d'Alicante durant la guerre de la ligue d'Augsbourg. Son nom a été donné au quai Papacino du port Lympia de Nice.

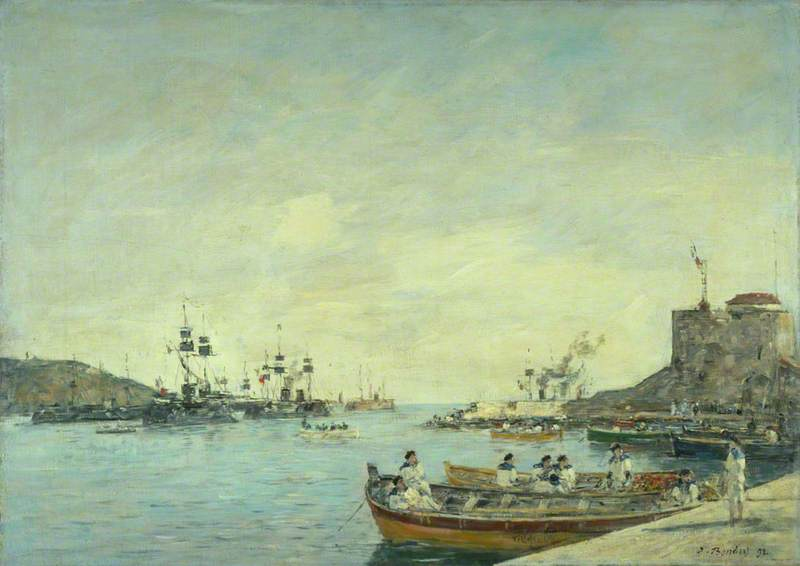
Le Port de Villefranche, 1892
Eugène Boudin
Édimbourg, Galerie nationale d'Écosse

- François Daviet de Foncenex, mathématicien, gouverneur de Villefranche en septembre 1792 ;
- Le peintre Eugène Boudin, s'installe à Villefranche en 1892
- Emmanuel Régent, artiste dessinateur, peintre, sculpteur ;
- Henri-Eugène Le Sidaner, peintre ;
- Charlotte Salomon, peintre ;
- Raymonde Heudebert, peintre ;
- Jean-Marie Missud, compositeur, chef d'orchestre, clarinettiste franco-américain né à Villefranche-sur-Mer le 25 avril 1852, décédé le 17 juillet 1941 à Marblehead, comté d'Essex, Massachusetts, États-Unis ;
- Katherine Mansfield ;
- Jean Cocteau : il y a écrit Orphée (1925). Son buste par Cyril de La Patellière est près la chapelle Saint-Pierre ;
- Aldous Huxley ;
- Christine Boumeester et Henri Goetz ;
- Volti, sculpteur peintre auquel la ville a consacré un musée ;
- Keith Richards, guitariste des Rolling Stones, avec sa compagne Anita Pallenberg en 1971 à la villa Nellcôte où les Rolling Stones enregistrèrent l'album Exile on Main Street ;
- Tina Turner, 1939-2023, chanteuse, autrice et interprète, d'origine américaine naturalisée suisse avait une villa au quartier Soleillat.
- Bono du groupe de rock U2 ;
- Elton John y possède une résidence ;
- Nicole Coste, la mère d'Alexandre (fils du prince de Monaco), y réside avec ses trois enfants ;
- Lily Safra y possède la Villa Leopolda ;
- Paul Legentilhomme, général français, y est mort ;
- Jean Gaston Mantel, peintre français, né à Amiens en 1914 - 1995 ;
- Michel Ocelot, réalisateur français, né à Villefranche-sur-Mer en 1943 ;
- Dado Pršo, ancien footballeur, international croate né en 1974, y réside ;
- La dépouille mortelle de Niccolò Paganini, en mal de sépulture en raison de sa réputation sulfureuse (il était suspecté de pacte avec le diable), fut conservée quelques mois dans la darse du port, avant de trouver une terre de repos définitive en Italie ;
- Honoré d'Urfé est mort à Villefranche-sur-Mer le 1er juin 1625.
- Auguste Maïcon, né à Villefranche-sur-Mer le 31 décembre 1891 et mort le 17 août 1974 à Fréjus, pionnier de l'aviation.
- Pierre Ponchardier, 1909-1961, résistant et contre-amiral français, y est inhumé.
- Mario Balotelli qui y habitat pendant son passage à l'Olympique Gymnaste Club de Nice.

## Films tournés à Villefranche-sur-Mer
(Voir : Catégorie:Film tourné à Villefranche-sur-Mer)

### Cinéma
La liste est très loin d'être exhaustive, plus d'une centaine de films répertoriés : la proximité des studios de la Victorine, à Nice, facilitant les choses. Notamment, on ne compte plus les tournages publicitaires.

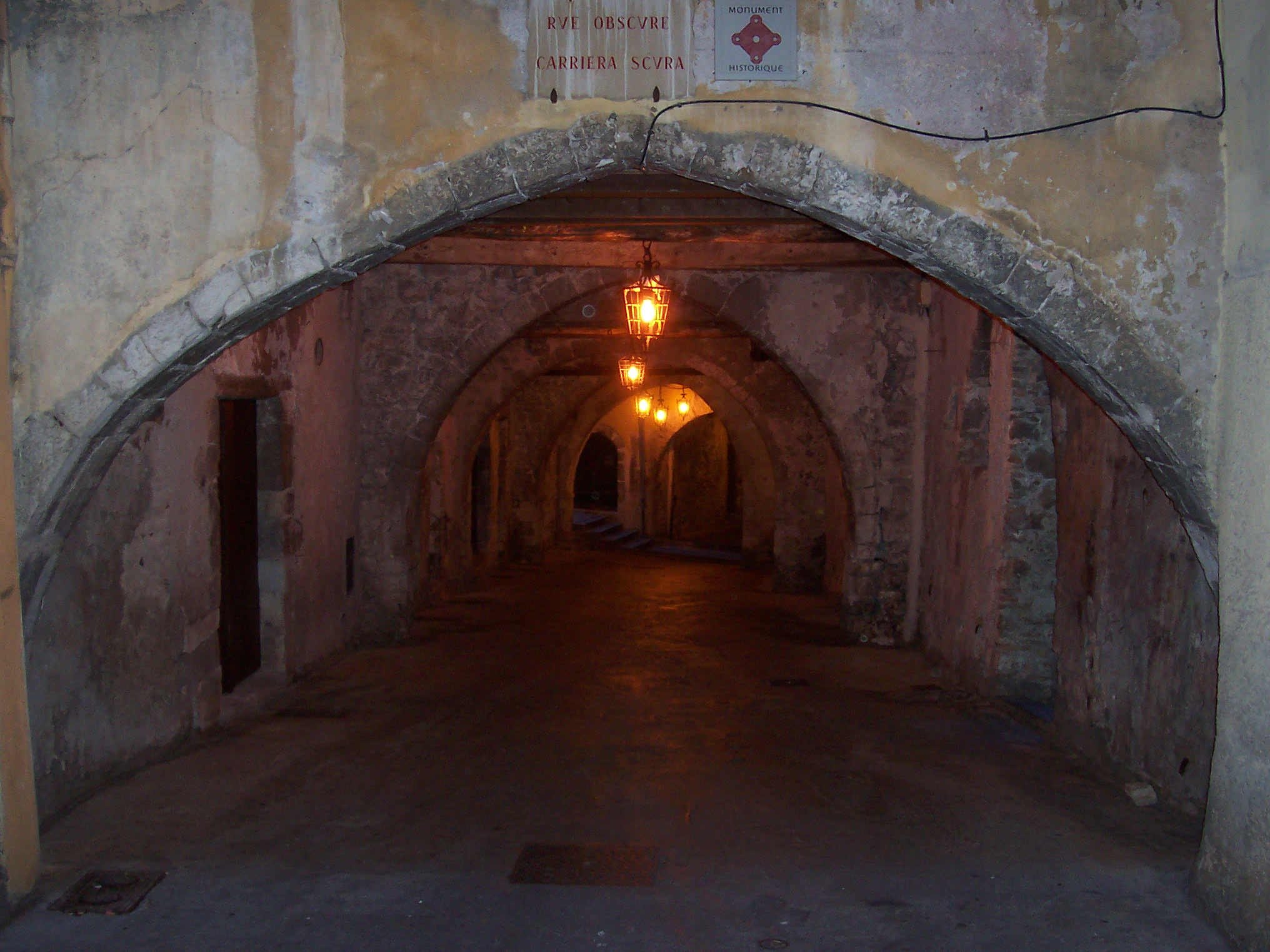
Plusieurs scènes de films ont été tournées dans la rue Obscure de Villefranche-sur-Mer.

- 1899 : Harbor of Villefranche[114] de William K.L. Dickson
- 1930 : À propos de Nice, de Jean Vigo.
- 1942 : Macao, l'enfer du jeu, de Jean Delannoy avec Eric von Stroheim et Mireille Balin.
- 1947 : Les Maudits de René Clément avec Henri Vidal, Michel Auclair et Dalio.
- 1951 : Capitaine sans peur (Captain Horatio Hornblower), de Raoul Walsh avec Gregory Peck et Virginia Mayo.
- 1953 : Un acte d'amour, d'Anatole Litvak avec Kirk Douglas
- 1955 : La Main au collet, d'Alfred Hitchcock, avec Cary Grant, Grace Kelly et Charles Vanel.
- 1957 : Elle et lui, de Leo McCarey, avec Cary Grant et Deborah Kerr.
- 1959 : Les Régates de San Francisco, de Claude Autant-Lara avec Danièle Gaubert et Laurent Terzieff.
- 1959 : Le Testament d'Orphée, de Jean Cocteau.
- 1961 : Le Comte de Monte-Cristo, de Claude Autant-Lara avec Louis Jourdan et Yvonne Furneaux
- 1965 : Ne nous fâchons pas, de Georges Lautner avec Lino Ventura, Jean Lefebvre, Michel Constantin et Mireille Darc.
- 1971 : Il était une fois un flic, de Georges Lautner avec Michel Constantin et Mireille Darc.
- 1980 : Les Fourberies de Scapin, de Roger Coggio, avec Michel Galabru, Jean-Pierre Darras.
- 1983 : Jamais plus jamais, avec Sean Connery et Kim Basinger.
- 1983 : Les Compères, de Francis Veber avec Pierre Richard et Gérard Depardieu
- 1986 : Le Diamant du Nil, de Lewis Teague, avec Michael Douglas.
- 1993 : Le Fils de la Panthère rose, de Blake Edwards, Roberto Benigni, Herbert Lom et Claudia Cardinale.
- 1998 : Ronin, de John Frankenheimer, avec Robert De Niro et Jean Reno.
- 2006 : Brice de Nice, de James Huth, avec Jean Dujardin et Clovis Cornillac, Élodie Bouchez et Bruno Salomone.
- 2009 : Kiss and Kill, de Robert Luketic, avec Ashton Kutcher, Katherine Heigl et Tom Selleck.
- 2010 :  Stones in Exile, de Stephen Kijak, avec Mick Jagger, Keith Richards, Charlie Watts, Bill Wyman et Mick Taylor.
- 2010 : W.E., de Madonna, avec Andrea Riseborough, James d'Arcy et Abbie Cornish[115].

### Télévision
- 2006 : Laura, saga estivale télévisée de M6 avec Delphine Chanéac, Yannick Soulier, Christophe Malavoy, Sophie Duez...

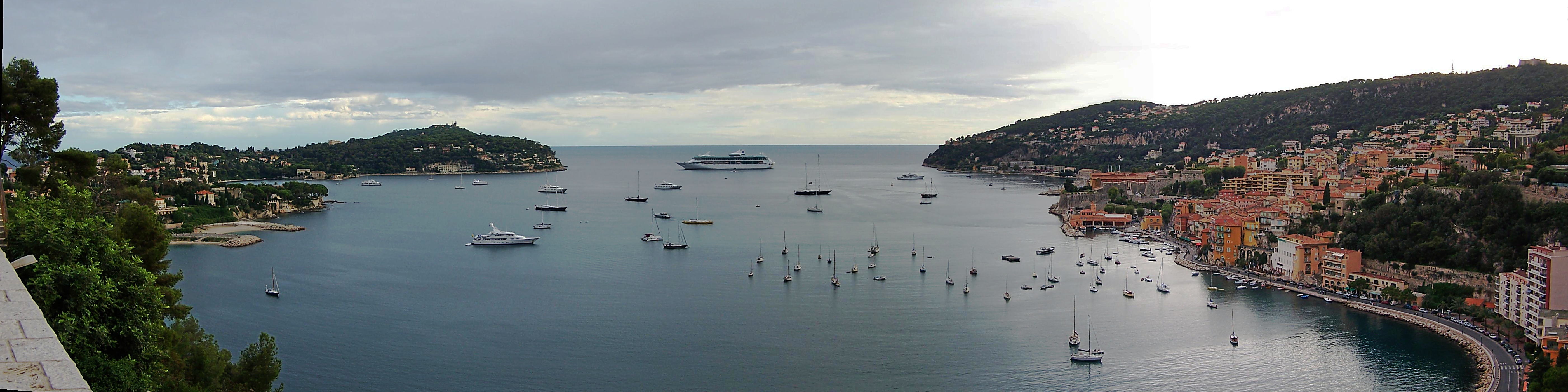
Panorama de la rade de Villefranche.

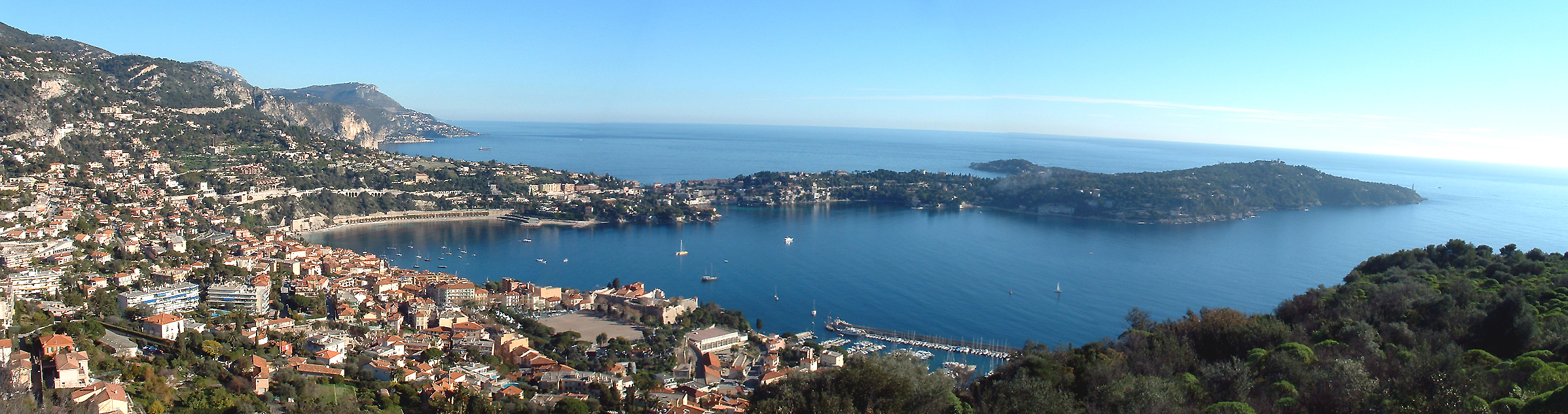
Villefranche-sur-Mer et la rade de Villefranche vus du Mont Boron.